# Château de Montsoreau
Vous lisez un « bon article » labellisé en 2020.
Cet article concerne le château de la Loire. Pour le musée d'Art contemporain, voir Château de Montsoreau - musée d'Art contemporain.
Le château de Montsoreau est un château français de style gothique et Renaissance situé dans le Val de Loire dans la commune de Montsoreau, dans le sud-est du département de Maine-et-Loire en région Pays de la Loire.
Cet édifice de transition entre le château fort et le palais urbain se situe à l'intersection de trois régions : l'Anjou, le Poitou et la Touraine. Il se trouve en rive gauche de la Loire,  sur un promontoire rocheux à l'aval immédiat de la confluence du fleuve avec la Vienne.
Le château de Montsoreau a été immortalisé à de nombreuses reprises, notamment par Alexandre Dumas dans son roman La Dame de Monsoreau écrit entre 1845 et 1846, par J. M. W. Turner dans une aquarelle représentant le château et le bec de Vienne, par François Rabelais dans Gargantua, qui donne Montsoreau en récompense à Ithybole après sa victoire, et par Auguste Rodin, qui l'idéalise dans un dessin conservé au musée Rodin.
Classé monument historique en 1862, il est inscrit au patrimoine mondial de l'humanité par l'UNESCO au titre de l'inscription de l'ensemble du Val de Loire entre Sully-sur-Loire et Chalonnes-sur-Loire.
Il abrite depuis le 8 avril 2016 le musée d'Art contemporain du château de Montsoreau.

## Géographie: le site et son environnement naturel

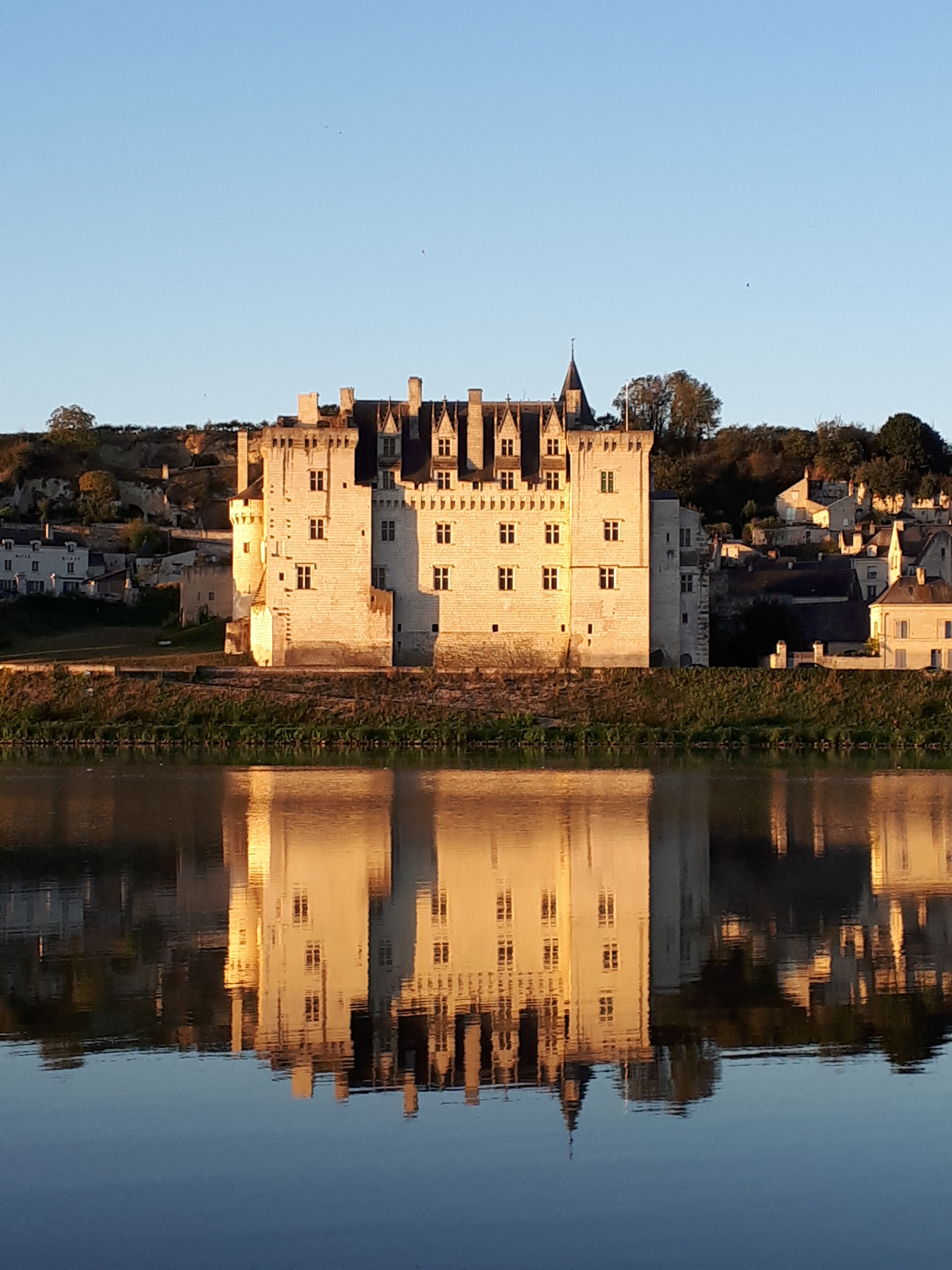
Abord du château de Montsoreau depuis la Loire.

### Étymologie

#### Latine
Le nom Montsoreau apparaît pour la première fois en 1086 dans un cartulaire sous sa forme latine : Castrum Monte Sorello ou Mons Sorello. Mons ou Monte fait référence à un promontoire rocheux. Quant à l’origine et l’interprétation du nom Sorello, ils sont encore inconnus, mais selon Ernest Nègre le terme signifierait « fauve » ou « roux ». Ce rocher a certainement dû sa notabilité, relativement ancienne, au fait qu'il demeure émergé tandis que ses abords sont inondables durant les périodes de crue. Par ailleurs, avant même que ne soit construite une forteresse, un bâtiment administratif ou lié au culte occupait déjà le site depuis l’époque gallo-romaine.

#### Littéraire
Dans La Dame de Monsoreau, Alexandre Dumas s'amuse à trouver une origine toute particulière au nom du château, le faisant dériver du mont de la souris :

« — Ah ! ma foi, monseigneur le duc d’Anjou attendra. Cet homme pique ma curiosité. Je le trouve singulier. Je ne sais pourquoi — on a de ces idées-là, tu sais, la première fois qu’on rencontre les gens — je ne sais pourquoi il me semble que j’aurai maille à partir avec lui, et puis ce nom, Monsoreau !
— Mont de la souris, reprit Antraguet, voilà l’étymologie : mon vieil abbé m’a appris cela ce matin : Mons Soricis. »

— Alexandre Dumas, La Dame de Monsoreau.

### Situation

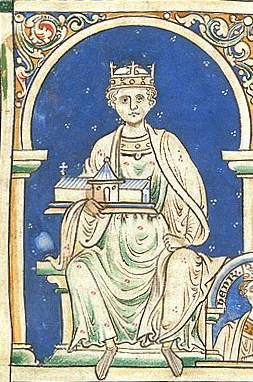
Henri II (roi d'Angleterre) met fin à la révolte organisée par son frère Geoffroy lors du siège de Montsoreau.

#### Village
Le village qui porte aujourd’hui le nom de Montsoreau comprenait à l’origine deux entités :
- le port de Rest à proximité du cours d’eau nommé l’Arceau ;
- « Rest sous Montsoreau » au pied du coteau, en bord de Loire, comprenant le château.

Le nom de « Rest » dériverait du latin « Restis » signifiant « filet » en référence aux nombreux pêcheurs installés dans le village.
Le château est bâti à un emplacement stratégique, sur un promontoire rocheux au bord du lit de la Loire, en aval de la confluence de la Loire et de la Vienne. Il a été construit immédiatement en bordure de la Loire, au pied du coteau, sur la rive gauche du fleuve, avec un soubassement naturel en tuffeau constitué d'un rocher encore visible par endroits. Ce type de fondation naturelle se retrouve assez couramment dans l'édification d'ouvrages importants. Sa position topographique semble être assez défavorable sur le plan défensif, mais l’hypothèse selon laquelle il existait une motte castrale au lieu-dit « La Motte » permettrait d’expliquer l’invulnérabilité de la forteresse précédant le château au cours de l’histoire. En effet seul Henri II Plantagenêt se rend maître de la forteresse construite par Foulques III d'Anjou durant ses 450 ans d’existence. Il est situé entre deux petites vallées qui isolent une portion du plateau d'une trentaine d'hectares dont les abords sont assez escarpés à l'est et à l'ouest.

#### Val de Loire
Le château de Montsoreau est situé au cœur de la vallée de la Loire. Au nord, la vallée de la Loire forme une plaine alluviale située à environ 30 mètres au-dessus du niveau de la mer. Les rives sont souvent sujettes aux crues et aux inondations. Sur la rive droite, la Loire compte de nombreuses îles : l’île aux Mignons, l’île Drugeon, l’île Ruesche et l’île au Than, située juste en face du château. Les sols y sont très fertiles et propices aux cultures. Au sud, un plateau calcaire du Crétacé dominé le fleuve à une altitude moyenne de 70 mètres. Il est essentiellement utilisé pour la viticulture. Ce plateau est composé de tuffeau turonien, réputé pour ses qualités architecturales. La vallée de l’Arceau, perpendiculaire à la Loire, traverse ce massif calcaire au niveau de Montsoreau. Au sud, plus en amont, son bassin versant forme la cuvette de Fontevraud-l’Abbaye,.

#### France

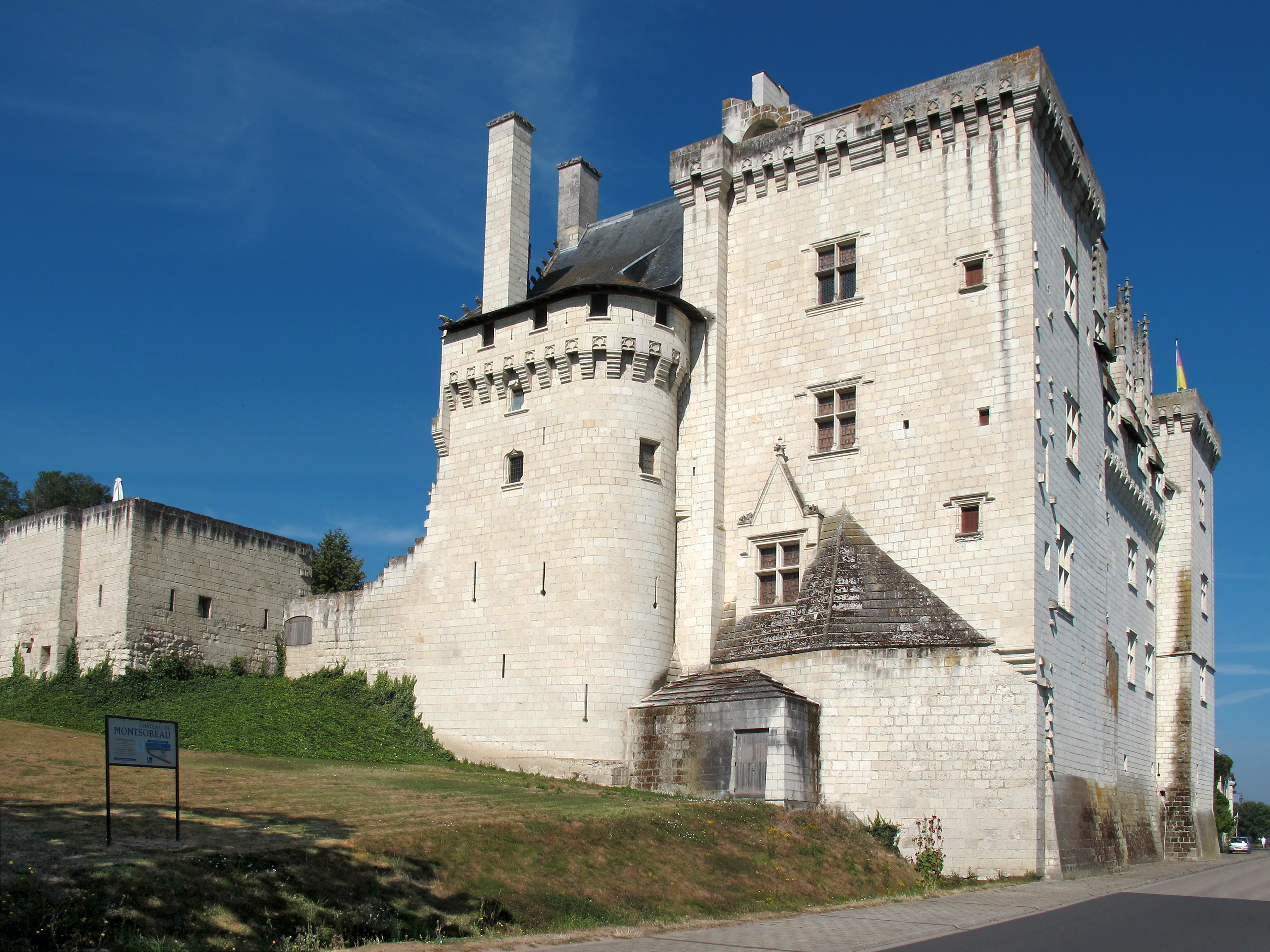
La façade orientale. La porte de l'Anjou.

Historiquement, le château de Montsoreau est situé au carrefour de trois régions : l'Anjou, le Poitou et la Touraine. Administrativement, le château est situé en région Pays de la Loire, dans le département de Maine-et-Loire, à proximité des régions administratives Centre-Val-de-Loire et Nouvelle-Aquitaine ainsi que des départements de la Vienne et d'Indre-et-Loire. Par l’autoroute, le château de Montsoreau est situé à 293 km du point zéro des routes de France, à Paris. Les gares ferroviaires les plus proches sont celles de Port-Boulet (11 km) et de Saumur (17 km). Plusieurs aéroports permettent de rejoindre Montsoreau : Angers-Loire (59 km), Tours Val-de-Loire (74 km), Poitiers-Biard (80 km) et Nantes Atlantique (159 km).

### Protection

#### Monument historique

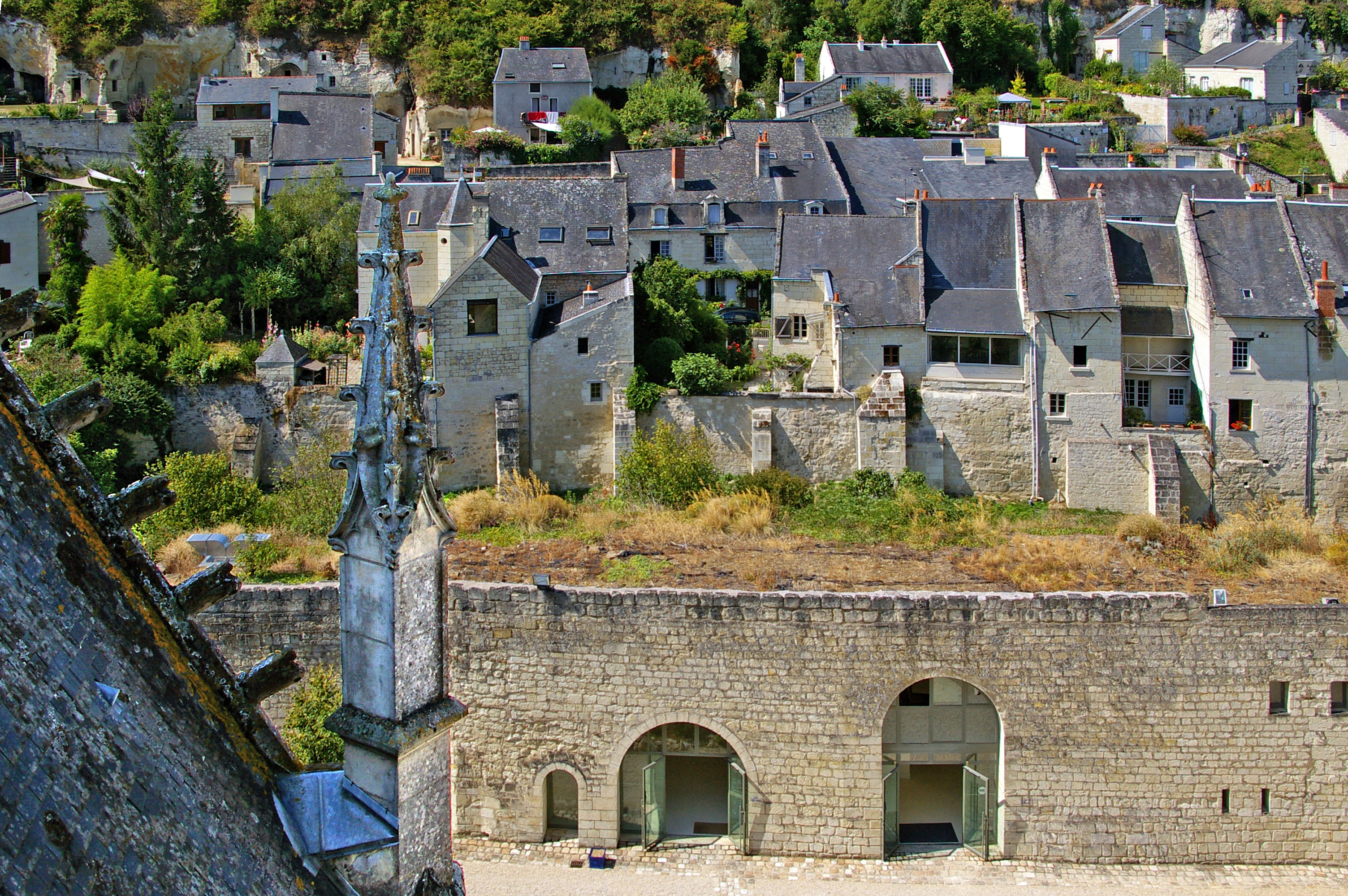
Le village de Montsoreau, accroché au coteau.

- Le château de Montsoreau est classé monument historique en 1862 en même temps que 57 châteaux figurant sur la liste établie sous la direction de Prosper Mérimée, dont le château de Fontainebleau, l’hôtel des Invalides et Château-Gaillard. Il est le seul bâtiment classé de Montsoreau[10],[11].
- La chapelle castrale a été classée le 3 décembre 1930.
- Le palais de la Sénéchaussée situé dans l'ancienne enceinte du château a été inscrit le 6 octobre 1938[12].

Un périmètre protégé, d'un rayon de 500 mètres, enserre le monument. Toute nouvelle construction ou modification du bâtiment historique doit être soumise à l’autorisation préalable de l'Architecte des bâtiments de France.

#### Espace boisé classé
Dans le cadre du plan local d’urbanisme (PLU), une partie du parc du château de Montsoreau a été classée « espace boisé classé » (EBC). Le classement interdit les changements d'affectation ou les modes d'occupation du sol de nature à compromettre la conservation, la protection ou la création des boisements. Le classement en EBC entraîne le rejet de plein droit des demandes d'autorisation de défrichement prévues par le Code forestier, et entraîne la création d'un régime de déclaration administrative avant toute coupe ou abattage d'arbre.

#### Les Plus Beaux Villages de France
Le village de Montsoreau a obtenu le label des « Plus Beaux Villages de France » en raison de son patrimoine remarquable et de son dynamisme touristique,.

#### Petites Cités de caractère
Le village de Montsoreau est classé « Petite Cité de caractère ». Cette distinction a été accordée au village en raison de l'homogénéité et de la qualité de son patrimoine architectural et de son programme pluriannuel de réhabilitation et de mise en valeur du patrimoine,.

#### Espace naturel sensible

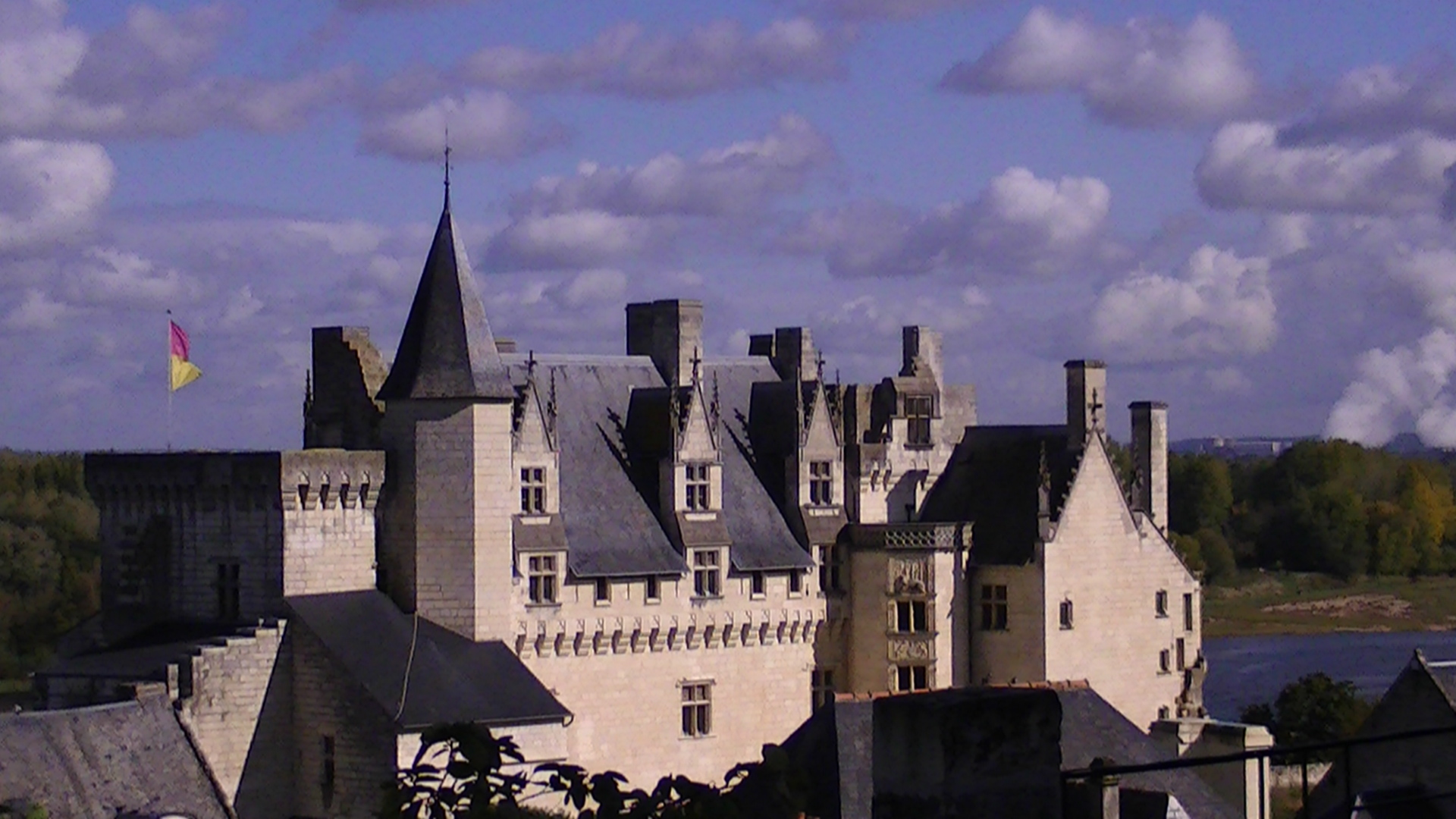
Vue du château et de son chemin de ronde, entrecoupé par les lucarnes à deux étages, à partir du village.

L'espace naturel sensible (ENS) Val de Loire englobe la Loire, sa rive droite, une partie du village de Montsoreau ainsi que les vignobles de la rive gauche. L’ENS se caractérise par la présence de nombreuses espèces et habitats d'espèces d'intérêt ou protégés au niveau national ou régional. Il inclut les rives, les îles, les forêts alluviales et le lit de la Loire,,.

#### Zone Natura 2000

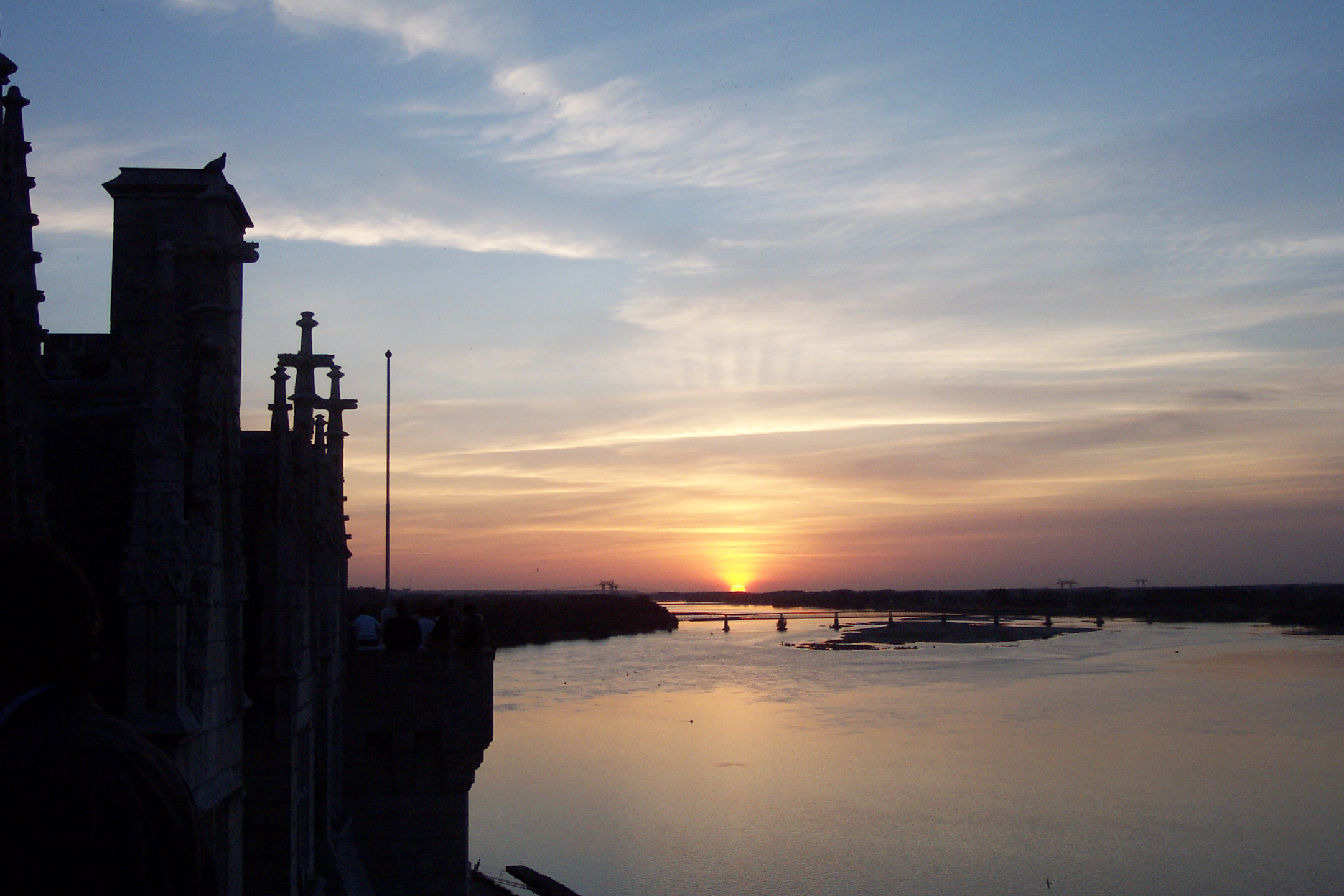
Vue du soleil couchant depuis la terrasse.

Le Val de Loire Natura 2000 comprend deux zones situées à Montsoreau, l'une dédiée à la Loire, l'autre à la vallée :
La Zone spéciale de conservation (ZSC) Val de Loire Ponts-de-Cé Montsoreau (FR 5200629) est un ensemble comprenant la Loire fluviale « sauvage » et une partie de sa vallée alluviale (principalement le val endigué). La variété des milieux est bien représentative d'un fonctionnement relativement peu perturbé du fleuve. Intérêt paysager et culturel de cette partie du val de Loire.

#### Parc naturel régional Loire-Anjou-Touraine
Le siège du Parc naturel régional Loire-Anjou-Touraine est situé à Montsoreau. Créé en 1996, il regroupe 141 communes des régions Centre-Val de Loire et Pays de la Loire. Sa mission est de préserver, protéger et valoriser son patrimoine, notamment le fleuve et ses rives, tout en favorisant le développement économique et social harmonieux du territoire.

#### Val de Loire, Patrimoine mondial de l'Unesco

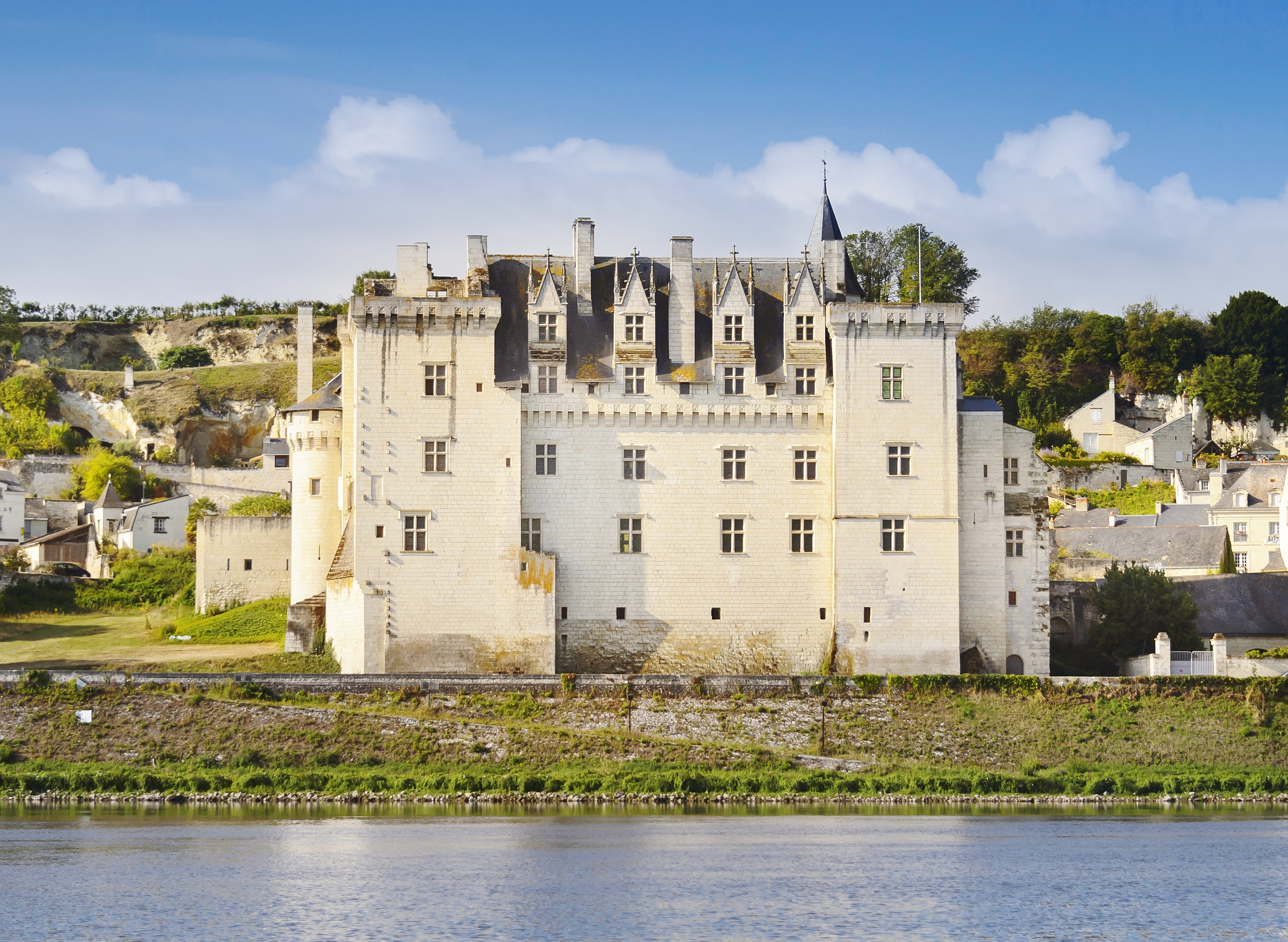
Château de Montsoreau, France, Val de Loire.

Le château de Montsoreau est situé dans le Val de Loire entre Sully-sur-Loire et Chalonnes-sur-Loire, classé patrimoine mondial de l’Unesco, selon trois critères :

« - Critère (i): le Val de Loire est remarquable pour la qualité de son patrimoine architectural, avec ses villes historiques telles que Blois, Chinon, Orléans, Saumur et Tours, mais plus particulièrement pour ses châteaux de renommée mondiale.
- Critère (ii): Le Val de Loire est un paysage culturel exceptionnel le long d'un grand fleuve. Il porte témoignage sur un échange d'influences, de valeurs humaines et sur le développement harmonieux d'interactions entre les hommes et leur environnement sur plus de deux mille ans d'histoire.
- Critère (iv): Le paysage du Val de Loire, et plus particulièrement ses nombreux monuments culturels, illustre à un degré exceptionnel l'influence des idéaux de la Renaissance et du siècle des Lumières sur la pensée et la création de l'Europe occidentale. »

— UNESCO - Le Val de Loire de Sully-sur-Loire à Chalonnes.

### Localisation

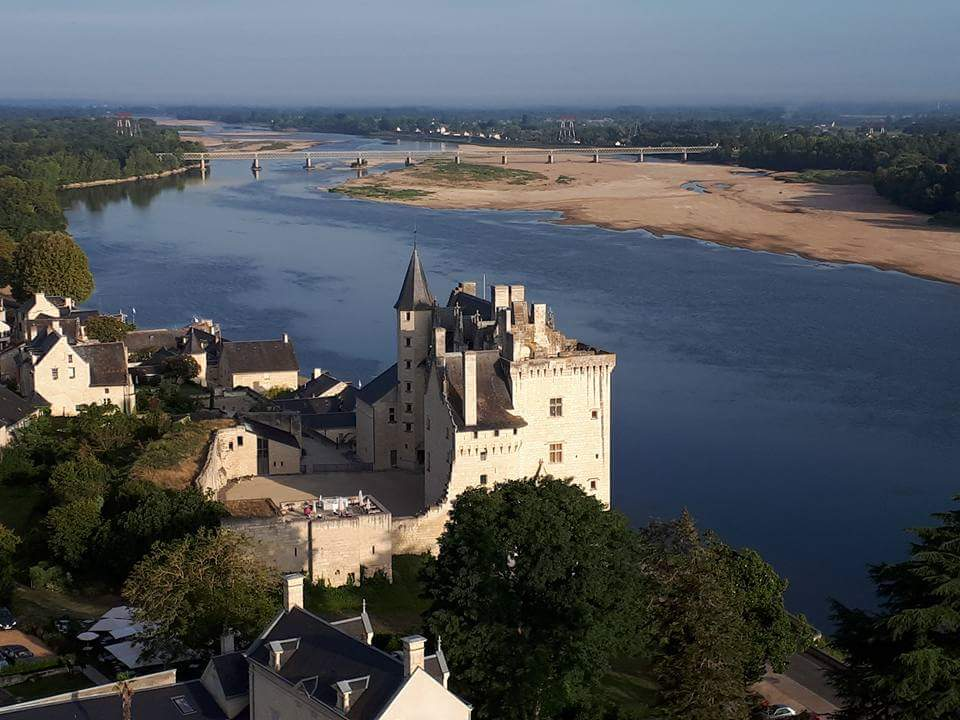
Le château de Montsoreau est au cœur du Val de Loire UNESCO, à l'intersection de trois régions historiques et culturelles, l'Anjou, le Poitou et la Touraine, et de trois régions administratives, les Pays de la Loire, le Centre-Val de Loire et la Nouvelle-Aquitaine.

Bâti à un emplacement stratégique, sur un promontoire rocheux dans le lit de la Loire, immédiatement à la confluence de la Loire et de la Vienne, il se trouve à l'intersection de trois régions (l'Anjou, le Poitou et la Touraine), au cœur de la vallée de la Loire. Le château a été construit immédiatement en bordure de la Loire, au pied du coteau, sur un soubassement naturel en tuffeau constitué d'un rocher encore visible par endroits, notamment dans la cour du château. Ce type de fondation naturelle se retrouve assez couramment dans l'édification d'ouvrages importants. Sa position topographique est assez défavorable sur le plan défensif. Il est situé entre deux petites vallées qui isolent une portion du plateau d'une trentaine d'hectares dont les abords sont assez escarpés à l'est et à l'ouest.
Le site, qui se développe entre la Loire au nord et le village au sud, se compose de deux ensembles distincts. La basse-cour, à laquelle on accède par un passage couvert longeant la chapelle castrale, abrite encore deux corps d'habitation. À l'est, la partie seigneuriale est protégée sur trois côtés par un large et profond fossé. Un pont défendu par un châtelet avec pont-levis à flèches constituait l'unique moyen de franchir ce fossé pour pénétrer dans la cour haute du château.
La façade nord du corps de logis était à l'origine directement baignée par la Loire avant la construction de la route longeant le fleuve vers 1820. Le plan barlong du logis, flanqué de deux tours carrées, est prolongé par trois ailes, deux en retour vers le sud et une dans le prolongement ouest du bâtiment. Deux tourelles d'escalier prennent place dans les angles que forme le corps de logis avec les ailes en retour. Une portion de courtine, conservée côté est, relie l'aile orientale aux restes d'une tour dérasée, improprement appelée « le donjon », qui se trouvait encore en élévation à la fin du XVIIe siècle. Un puissant rempart de terre, fouillé durant l'été 2000, et dans lequel ont été mises en évidence des parties du château du XIe siècle, ferme la cour au sud.

### Archéologie
L'existence d'un lieu-dit « La Motte » en léger retrait du coteau pourrait conserver le souvenir d'une fortification protégeant le château bas. Néanmoins cette hypothèse n'est étayée par aucune trace sur le terrain, même s'il convient de noter que les champs alentour montrent un éparpillement de fragments de tuiles (dont des tegulae) sur une grande étendue. Plus largement la présence de mobilier gallo-romain sur place témoigne de l'existence d'un site antique sans doute important mais encore très mal connu. La fouille du talus au sud du château a notamment livré un fût de colonne cannelée provenant vraisemblablement d'un temple ou d'un édifice public antique.
Quelques hypothèses archéologiques peuvent être avancées quant au bâtiment ayant précédé la forteresse construite par Eudes de Blois en 990 :
- la présence d'un édifice nommé Villa de Rest-sous-Montsoreau est attestée en 541 comme étant la propriété de Hardearde, vicaire d'Innocent, évêque du Mans[33]. Aux VIIIe et au IXe siècles, cette villa de Rest-sous-Montsoreau appartenait aux chanoines de Saint-Martin-de-Tours[34] ;
- en 832, l'empereur Louis le Débonnaire, fils de Charlemagne, alors en Aquitaine pendant la Saint-Martin d'hiver, se réfugie en France, « au château de Rest » pour fuir la rigueur de l'hiver[35] ;
- le 5 janvier 844 ou 855, Charles II le Chauve confirme, dans une charte, aux moines de Saint-Martin-de-Tours la possession de la villa de Rest-sous-Montsoreau[36].

## Histoire
L'appellation « château de Montsoreau » reste avant tout attachée au mont Soreau sur lequel il est construit. Dans les faits, le mont Soreau connaît trois bâtiments dans les deux mille ans de son occupation. Du premier bâtiment, rien n'est connu si ce n'est une colonne flûtée retrouvée dans les douves lors des restaurations du XXe siècle. Le mont Soreau est ensuite fortifié par Eudes Ier comte de Blois et passe peu après sous la couronne angevine de Foulques Nerra. Cette forteresse est le théâtre des batailles épiques opposant les comtes d'Anjou aux comtes de Blois dans un premier temps, et le roi d'Angleterre au roi de France dans un deuxième temps. Le dernier bâtiment est quant à lui toujours en place au XXIe siècle et même s'il est un des tout premiers bâtiments Renaissance de France, il n'en reste pas moins lié au zèle de son propriétaire lors de l’exécution du massacre de la Saint-Barthélémy en Anjou.

### Propriétaires
| Propriétaire                  | date              | Titres | Observations |
| ----------------------------- | ----------------- | --- | --- |
| Eudes Ier de Blois            | 990 - 996         | Comte de Blois | |
| Foulques III d'Anjou          | 996 - 997         | Comte d'Anjou | Foulques Nerra donne la forteresse à son homme de confiance Gautier (ou Guillaume) qui devient Gautier de Montsoreau. |
| Gautier de Montsoreau         | 1001 - après 1010 | Seigneur de Montsoreau | Montsoreau devient une des plus précoces châtellenies d'Anjou. |
| Guillaume de Montsoreau       | après 1010 - ?    | Seigneur de Montsoreau | |
| Gautier II de Montsoreau      | ? - 1060          | Seigneur de Montsoreau | |
| Guillaume II de Montsoreau    | 1040 - 1087       | Seigneur de Montsoreau | |
| Gautier Ier de Montsoreau     | 1087 - 1129       | Seigneur de Montsoreau | |
| Guillaume II de Montsoreau    | 1129 - 1152       | Seigneur de Montsoreau | |
|                               |                   | | |
| Henri II Plantagenêt          | 1152 - 1154       | Comte d'Anjou et du Maine, duc de Normandie et d'Aquitaine. | La prise de la forteresse de Montsoreau met fin à la première révolte de Geoffroy VI d'Anjou contre son frère Henri II plantagenêt.                                                                                           |
| Geoffroy VI Plantagenêt       | 1154 - 1156       | Comte d'Anjou | Geoffroy VI devient comte d'Anjou à la suite de l'accession de son frère à la couronne d'Angleterre suivant une disposition testamentaire de son père Geoffroy V.                                                             |
| Henri II Plantagenêt          | 1156 - 1170       | Roi d'Angleterre | |
|                               |                   | | |
| Guillaume II de Montsoreau    | 1156 - 1171       | Seigneur de Montsoreau | Guillaume de Montsoreau redevient gouverneur du château de Montsoreau, en atteste sa signature d'une ordonnance d'Henri II sur l'aménagement de la levée de la Loire en 1171.                                                 |
| Gautier II de Montsoreau      | 1171 - 1229       | Seigneur de Montsoreau | |
|                               |                   | | |
| Pierre II Savary              | 1229 - 1250       | Seigneur de Montbazon et de Montsoreau | |
| Pierre III Savary             | 1250 - 1272       | Seigneur de Montbazon et de Montsoreau | |
| Geoffroy Savary dit Payen     | 1273 - 1302       | Seigneur de Montbazon et de Montsoreau | |
| Barthélemi Savary             | 1302 - 1347       | Seigneur de Montbazon et de Montsoreau | |
| Barthélemi II Savary          | 1347 - 1364       | Seigneur de Montbazon et de Montsoreau | |
| Renaud Savary                 | 1364 - 1383       | Seigneur de Montbazon et de Montsoreau | |
|                               |                   | | |
| Guillaume II de Craon         | 1383 - 1409       | Vicomte de Chateaudun et Seigneur de Montsoreau, chambellan du roi Charles VI                                                                                          | |
| Louis Ier Chabot              | 1409 - 1422       | Seigneur de Montsoreau et de la Grève | |
| Thibaud Chabot                | 1422 - 1428       | Seigneur de Pressigny, la Grève, Moncontour, Marnes, Ferrières, Colombier et Montsoreau                                                                                | |
| Louis II Chabot               | 1428 - 1450       | Seigneur de Pressigny, la Grève, Moncontour, Marnes, Ferrières, Colombier et Montsoreau, Chambellan du Roi Charles VII                                                 | Il vend la forteresse de Montsoreau à son beau-frère Jean II de Chambes. |
|                               |                   | | |
| Jean II de Chambes            | 1450 - 1476       | Chevalier, seigneur de Montsoreau, conseiller et premier maître d'Hostel du Roi, capitaine et gouverneur de la Rochelle, capitaine de Nyort et de Talemont sur Gironde | Il rase l'ancienne forteresse et construit le château actuel. |
| Jean III de Chambes           | 1476 - 1518       | Chevalier, baron de Montsoreau | |
| Philippe de Chambes           | 1518 - 1561       | Baron de Montsoreau | Il sert le Roi de France François Ier en 1542 et rejoint Philippe d'Orléans avec mission de défendre les passages de la Marne. Peu de temps après, il reçoit Henri de Navarre et son épouse Marguerite de Valois à Montsoreau |
| Jean IV de Chambes            | 1561 - 1575       | Baron puis comte de Montsoreau, gouverneur de Saumur et de Fontenay | Exécuteur de la Saint-Barthélémy angevine à Saumur et à Angers en 1572 |
| Charles de Chambes            | 1576 - 1619       | Comte de Montsoreau | Époux de Françoise de Maridor, la Dame de Monsoreau ; dans le roman éponyme d'Alexandre Dumas sous le nom de Brian de Monsoreau, marié à Diane de Méridor.                                                                    |
| René de Chambes               | 1619 - 1649       | Comte de Montsoreau | Accusé de fausse monnaie, de faux sel et de fraude à la gabelle, il est condamné à mort par Louis XIII en 1634 et s'exile en Angleterre                                                                                       |
| Bernard de Chambes            | 1634 - 1669       | Comte de Montsoreau | |
|                               |                   | | |
| Louis-François Ier du Bouchet | 1669 - 1716       | Marquis de Sourches, Comte de Montsoreau | Prévot de l'hôtel du Roi, Grand prévôt de France, conseiller d'état, gouverneur du Maine, du Perche, de Laval et du Mans |
| Louis Ier du Bouchet          | 1716 - 1746       | Marquis de Sourches et du Bellay, Comte de Montsoreau | Prévot de l'hôtel du Roi, Grand prévôt de France, conseiller d'état |
| Louis II du Bouchet           | 1746 - 1788       | Marquis de Sourches et du Bellay, Comte de Montsoreau | Prévot de l'hôtel du Roi, Grand prévôt de France, conseiller d'état, commandeur du Saint-Esprit |
| Yves Marie du Bouchet         | 1788 - 1804       | Comte de Montsoreau, Lieutenant-Général des Armées du Roi | Vente du domaine en 1804 |

### Moyen Âge

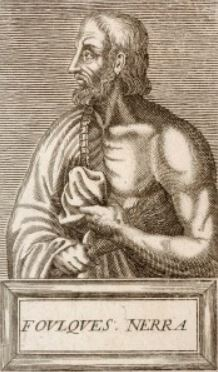
Foulques Nerra fait de Montsoreau une des premières places fortes d'Anjou.

#### Comtes d'Anjou et comtes de Blois
La première mention écrite attestant une occupation du site par le domaine de Restis date du VIe siècle. Il est transformé en place forte vers 990 par le comte de Blois Eudes Ier, puis passe sous domination angevine un peu avant 1001. Le comte Foulques Nerra en confie la garde au chevalier Gautier de Montsoreau qui appartient à l'une des plus prestigieuses familles de l'Anjou. Ainsi, le castrum Monsorelli fait partie de la quarantaine de places fortes angevines et figure parmi les quelques sites ayant déjà le statut de seigneurie châtelaine aux premières heures de l'an 1000. Une agglomération se développe rapidement aux abords du château, dans la narratio de commendatione Turonice provincie édité par Salmon en 1854, on trouve la mention de Monte Sorelli comme un des oppidis munitissimi et popuylosis, pour la seconde moitié du XIe siècle (après 1050). Un tonlieu est attesté dans les sources écrites à partir du XIIe siècle.

#### Abbaye Notre-Dame de Fontevraud

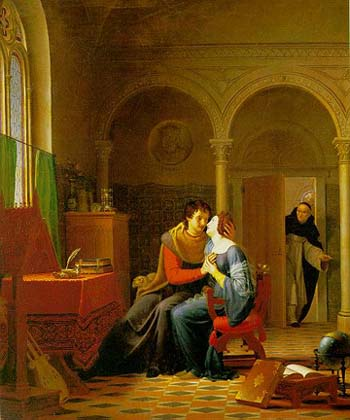
Héloise, intellectuelle du Moyen Âge, épouse de Pierre Abélard et première abbesse du Paraclet, serait la fille née de l'union scandaleuse de Hersende de Champagne, Dame de Montsoreau avec le sénéchal de France Gilbert de Garlande.

Lors de l'installation de la communauté fontevriste en 1101, l'abbaye de Fontevraud dépend de Gautier I de Montsoreau, vassal direct du comte d'Anjou. La belle-mère de Gautier, Hersende de Champagne, en est la première grande-prieure du vivant de Robert d'Arbrissel.

#### Henri II, roi d'Angleterre
En 1150, Henri II est fait duc de Normandie à 17 ans et un an plus tard, en 1151, il hérite du comté d'Anjou à la mort de son père Geoffroy V d'Anjou. En 1152, Henri II épouse la duchesse Aliénor d'Aquitaine, divorcée huit semaines plus tôt du roi de France Louis VII, mariage qui contrevenait à tous les usages féodaux. Ce mariage, outre l'affront et la défiance qu'il représentait vis-à-vis de Louis VII, créa un ressentiment profond chez le roi de France. C'est ainsi que lors de la révolte organisée par Geoffroy VI en 1152 contre son frère sur ses possessions d'Anjou, celui-ci trouva un allié de choix avec Louis VII. Cette révolte prend fin lors du siège et de la prise de la forteresse de Montsoreau, obligeant Geoffroy à capituler alors que ses principaux alliés s'étaient déjà rendus et que Louis VII tomba malade,. Henri II resta comte d'Anjou, mais les forteresses de Chinon, Mirebeau, Loudun et Montsoreau furent rendues à Geoffroy en 1154 alors qu'une disposition du testament de son père mentionnait que le comté d'Anjou devait revenir à Geoffroy si Henri devenait roi d'Angleterre. Légitime propriétaire de l'Anjou, de la Normandie et de l'Aquitaine de par son alliance avec Aliénor, Henri II se met en quête d'aller reconquérir l'Angleterre, alors occupée par Étienne de Blois, cousin de sa mère Mathilde l'Emperesse, fille du roi d'Angleterre Henri Ier. En 1153, il signe avec le roi Étienne, le traité de Wallingford lui donnant l'Angleterre en héritage, et à la mort de celui-ci en 1154, Henri II devient roi d'Angleterre. En 1156, Geoffroy organise une seconde révolte contre son frère qui se solde encore une fois par la prise de Montsoreau à la fin du mois d'août 1156 malgré le soin pris à sa fortification,. Geoffroy et Guillaume de Montsoreau sont faits prisonniers. Geoffroy retrouve le commandement de Loudun et Guillaume de Montsoreau celui de son fief un peu plus tard, toutefois Henri II conserve Montsoreau pour son propre usage, semble-t-il jusqu'à sa mort. Vers 1168, Henri II ordonne la construction de la première levée de la Loire entre Langeais et Saint-Martin-de-la-Place sur plus de 45 km afin de protéger la vallée. Cette ordonnance du roi d'Angleterre est signée de Guillaume de Montsoreau et de son fils Guillaume. En 1171, ce dernier octroie aux moines de Turpenay le droit de construire dans l'enceinte du castrum des maisons libres de toute redevance.

#### Les Savary de Montbazon
Avec Gautier, son fils aîné, n'ayant pas d'enfant mâle, la seigneurie passe à la famille Savary de Montbazon, à la suite du mariage de sa fille Ferrie avec Pierre II Savary, seigneur de Montbazon en 1213. La famille Savary de Montbazon tient la terre de Montbazon d'une donation faite par Philippe Auguste, donation du roi les obligeant à remettre cette terre dans ses mains toutes les fois qu'il le demanderait et leur interdisant de la fortifier sans son accord. Après sa victoire à Bouvines, Philippe-Auguste le choisit en 1214, avec Guy Turpin, archidiacre de Tours, pour traiter la paix avec le roi d'Angleterre Jean sans Terre.

#### Les vicomtes de Chateaudun et les Chabot
La seconde maison de Montsoreau s'éteint en 1362, lors du mariage de la fille unique de Renaud VII avec Guillaume II de Craon. La famille de Craon (les vicomtes de Chateaudun) conserve la seigneurie jusqu'en 1398. La quatrième maison, celle des Chabot, ne dure ensuite que quelques décennies.
En 1450, afin de régler diverses dettes, Louis II Chabot vend ses domaines de Montsoreau et de la Coutancière à son beau-frère Jean II de Chambes, qui avait déjà entrepris entre 1443 et 1453 la construction du corps de logis de l'actuel château de Montsoreau. Descendant d'une vieille famille noble originaire de l'Angoumois, Jean II de Chambes entre au service de Charles VII en 1426 comme écuyer, deux ans avant la célèbre entrevue que le roi aura au château de Chinon avec Jeanne d'Arc. Panetier en 1438, conseiller puis chambellan, il devient en 1444 « premier maître d'ostel » du roi, époque à laquelle il s'associe avec Jacques Cœur. Jean II de Chambes, après la disgrâce de ce dernier en 1453, reçoit une somme considérable d'argent que le financier lui devait. Charles VII lui confie plusieurs missions diplomatiques sensibles et l'envoie notamment comme ambassadeur à Venise en 1459 pour préparer une nouvelle croisade, à Rome et en Turquie. Ses seigneuries de Montsoreau et d'Argenton, mais aussi ses différentes charges — il est plus tard gouverneur de La Rochelle et capitaine châtelain et viguier de Niort, Talmont-sur-Gironde et Aigues-Mortes — lui assurent de substantiels revenus.

### Époque moderne
De 1450 à 1460, Jean II de Chambes joue de plus en plus un rôle d'ambassadeur, il est appelé très fréquemment à séjourner hors d'Anjou, alors que son château est en cours de construction ; ces dix années représentent une ascension remarquable de son influence politique et financière grâce à sa proximité de Charles VII. Moins proche de son successeur Louis XI, Jean II de Chambes se retire progressivement de la politique à partir de 1461.
Jean III succède à son père décédé en 1473 et épouse Marie de Châteaubriant qui fonde en 1519 la collégiale Sainte-Croix de l'autre côté du fossé ceinturant le château.
En 1505, Anne de Bretagne et sa fille Claude de France séjournent pendant un mois au château de Montsoreau avant de redescendre la Loire vers la Bretagne. Claude de France est alors fiancée à Charles de Luxembourg pour faciliter la conduite de la troisième guerre d'Italie en renforçant l'alliance espagnole. Louis XII fait annuler ses fiançailles en 1505 et ordonne son mariage avec François de Valois-Angoulême, futur François Ier.

#### Massacre de la Saint-Barthélémy

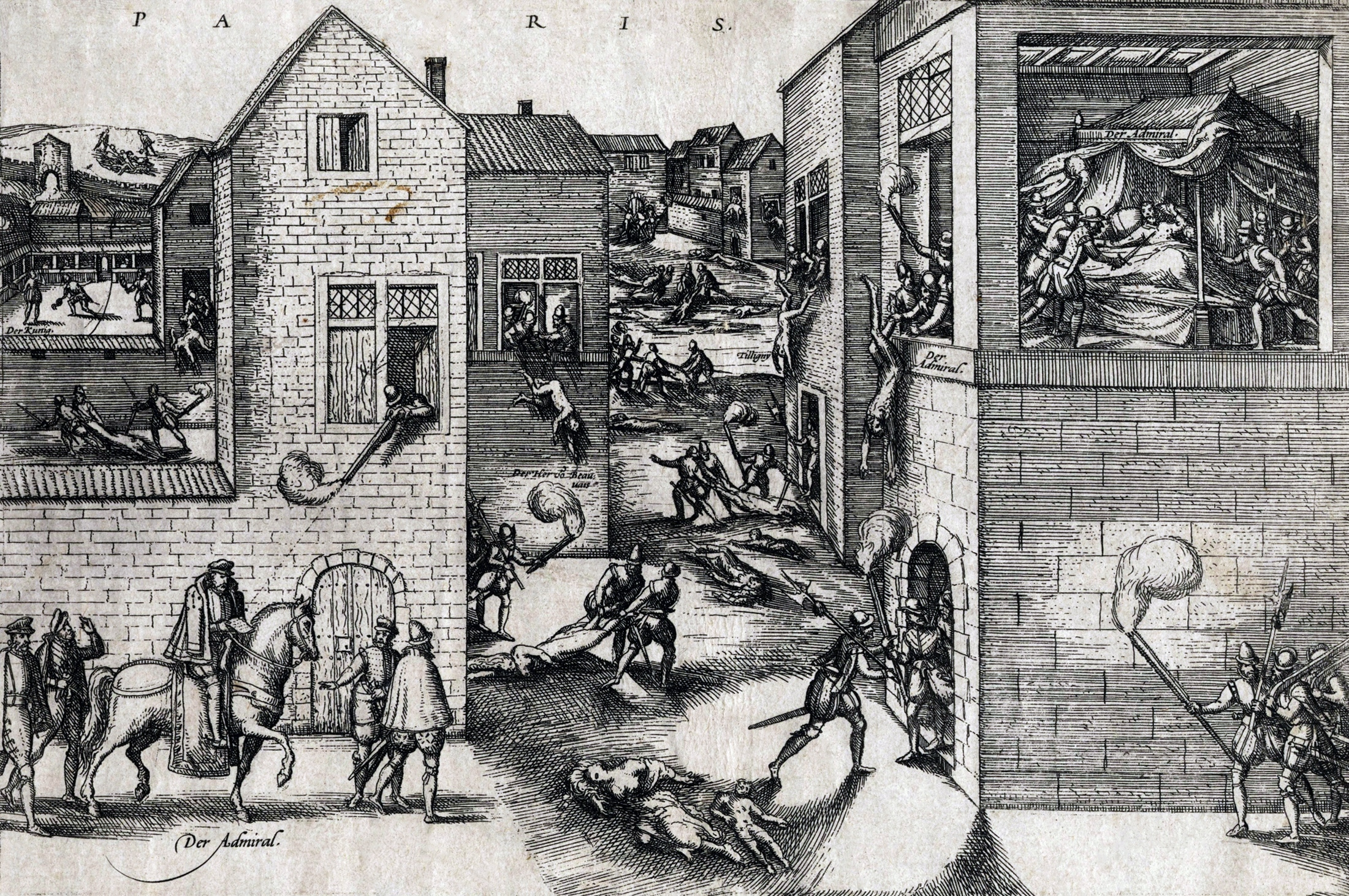
Jean IV de Chambes est l'exécuteur de la Saint-Barthélémy angevine.

En 1530, Philippe de Chambes, qui réside à Montsoreau, épouse Anne de Laval-Montmorency. Son fils aîné, Jean IV de Chambes hérite de Montsoreau, du domaine de la Coutancière, et ses terres sont érigées en baronnie en 1560. Montsoreau est pillée par les protestants en 1568 ; la collégiale Sainte-Croix est rasée et les fortifications de la ville détruites. Le 22 août 1572, la tentative d'assassinat de Gaspard de Coligny constitue l'événement déclencheur du massacre des protestants à Paris deux jours plus tard, jour de la Saint-Barthélemy. Ce massacre se prolonge plusieurs jours dans la capitale, puis s'étend à plus d'une vingtaine de villes de province. Jean IV de Chambes se révèle alors un des plus actifs agitateurs des tueries en province. Il s'acquitte avec zèle de l'organisation et de l'exécution de la « Saint-Barthélemy angevine » à Saumur, puis à Angers les 28 et 29 août, et ce malgré l'interdiction ordonnée par le roi Charles IX dès le 28. Les interprétations de ces massacres sont nombreuses et dépendent en grande partie des déclarations du roi. La baronnie de Montsoreau est érigée en comté par lettres patentes de 1573 et 1575. Après sa mort en 1575, son frère Charles de Chambes devient comte de Montsoreau et épouse l'année suivante Françoise de Maridor, dont le nom reste attaché à l'assassinat de Louis de Bussy d'Amboise.

#### Contrebande de sel et fausse-monnaie

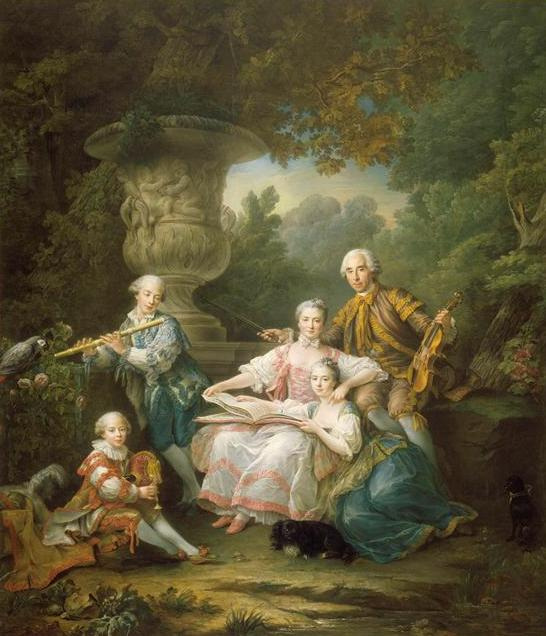
Louis II du Bouchet de Sourches (1711-1788), marquis de Sourches, comte de Montsoreau, grand prévôt de France peint par François-Hubert Drouais.

Une garnison de cinquante puis de vingt hommes de guerre réside au château dans le courant de la dernière décennie du XVIe siècle. Elle n'existe cependant plus sous le règne de Louis XIII : René de Chambes sollicite en effet une garnison de troupes royales mais se heurte au refus de Richelieu. René de Chambes n'est connu que par la place que Tallement de Réaux lui accorde dans ses Historiettes. Il aurait sur accusation d'une de ses maîtresses été condamné en tant que faux-monnayeur et faux-saunier. Il est condamné à mort et doit s'enfuir en Angleterre d'où il ne revient jamais. Après le décès de son successeur Bernard de Chambes, le château de Montsoreau n'est que rarement occupé par ses divers propriétaires.

#### Bouchet de Sourches
Catherine de Chambes, l'aînée des filles de Bernard de Chambes, se marie avec Louis-François Ier du Bouchet qui meurt en 1716, laissant 400 000 livres de dettes. Son fils aîné, Louis Ier du Bouchet, épouse Jeanne de Pocholle du Hamelqui lui apporte 200 000 livres de dot. En 1793 le château de Montsoreau est déclaré bien national.

### XIXeetXXesiècles
La veuve de Louis-François II du Bouchet de Sourches, marquis de Tourzel, vend le château et ce qui subsiste alors du domaine de Montsoreau à partir de 1804. À la suite de la mise en vente de la propriété, le bâtiment est occupé par dix-neuf propriétaires successifs qui remodèlent le site. L'état extérieur du corps de logis est partiellement connu grâce à différentes représentations et descriptions réalisées dans la seconde partie du XIXe siècle, qui rendent compte de l'état de délabrement du bâti. En 1910, le château est en très mauvais état, ce dont s'émeuvent les membres de la Société française d'archéologie. Grâce à la pugnacité du sénateur de Geoffre qui sensibilise le conseil général, la situation finit par évoluer favorablement. Le département de Maine-et-Loire acquiert progressivement les différentes propriétés à partir de 1913, et les travaux de restauration, engagés en 1923, se poursuivent sans interruption jusqu'à la Seconde Guerre mondiale.

#### Les restaurations duXXesiècle
En 1919, l'État et le conseil général de Maine-et-Loire, sous l'impulsion de Jean de Geoffre de Chabrignac, lancent une grande campagne de restauration du château de Montsoreau alors en ruine. La première étape consiste en la mise hors d’eau du bâtiment à l'aide de couvertures provisoires. Les poutres moulurées du XVe siècle étant endommagées, Jean Hardion, architecte en chef des monuments historiques, décide d’incorporer du béton armé au bois d'origine. Les parties neuves en béton sont peintes en trompe-l’œil afin de créer l’illusion du bois par un artisan angevin nommé Leboucher. La charpente en bois de châtaignier d’origine est consolidée et complétée. Le chantier est interrompu pendant la Seconde Guerre mondiale puis reprend à la fin du conflit.

| date        | Restaurations |
| ----------- | --- |
| 1923 - 1928 | Les premières consolidations et la mise hors d'eau du bâti sont entreprises par l’architecte en chef J. Hardion et l’architecte du département Bricard. |
| 1923        | Réfection du grand comble central et des lucarnes. |
| 1924        | Chaînage pierre et consolidation des voûtes de la partie ouest ; consolidation par pose de poutres béton dans l'axe transversal dans le corps central du château.                                                                                             |
| 1925        | Réfection des couvertures de toitures de la partie est ; consolidation du pignon sud et des souches de cheminées |
| 1926        | Restauration de la tour d’escalier dite Renaissance. |
| 1927 - 1928 | Achèvement de la restauration des charpentes et couvertures de la toiture du bâtiment central et de son plancher supérieur en poutres et dalle béton. |
| 1929 - 1931 | Restauration des menuiseries extérieures ; restitution du plancher du dernier étage du pavillon ouest en poutres et dalle béton. |
| 1933 - 1934 | Création d'un accès côté est par l’architecte en chef M. Lotte ; démolition des constructions parasites du XIXe siècle de la cour d’honneur. |
| 1935        | Aménagement des salles du rez-de-chaussée du château et restitution partielle des dallages au 1er étage en poutres et plancher béton. |
| 1936        | Consolidation du pont d’accès au château côté ouest (accès place des diligences). |
| 1937        | Achèvement de la restauration de la tourelle d’escalier ouest dite « médiévale ». |
| 1939        | Couverture provisoire de la toiture du pavillon est ; ravalement des murs de l'enceinte du château. |
| 1948 - 1949 | Réparations ponctuelles par l’architecte en chef B. Vitry. |
| 1951 - 1954 | Étanchéité des terrasses des deux pavillons, recalage des maçonneries. |
| 1955 - 1956 | Installation du musée des goums marocains dans les salles du château. |
| 1957 - 1964 | Réfection des charpentes et des couvertures de l'escalier ouest ; restauration des maçonneries des latrines ; consolidation et soutènement extérieurs à loOuest ; l'escalier en bois d’accès à l'est est reconstruit en pierre.                               |
| 1993        | aménagement d'un parking en bord de Loire et traitement des enrobés au niveau du quai Alexandre-Dumas par les services de voirie du département. |
| 1994        | Rapport d’étude archéologique de Dominique Prigent du Service départemental de l’Archéologie. Étude préalable à la restauration des bâtiments et de l'enceinte du château par l’architecte en chef G. Mester de Parajd.                                       |
| 1994 - 2001 | Travaux de restauration des bâtiments et de l'enceinte du château : consolidation des structures, restitution des parties hautes. Mise en place et ouverture à la visite le 6 juillet 2001 d'un parcours son et lumière intitulé « Les Imaginaires de Loire » |

### Musée des goums marocains et des affaires indigènes du Maroc

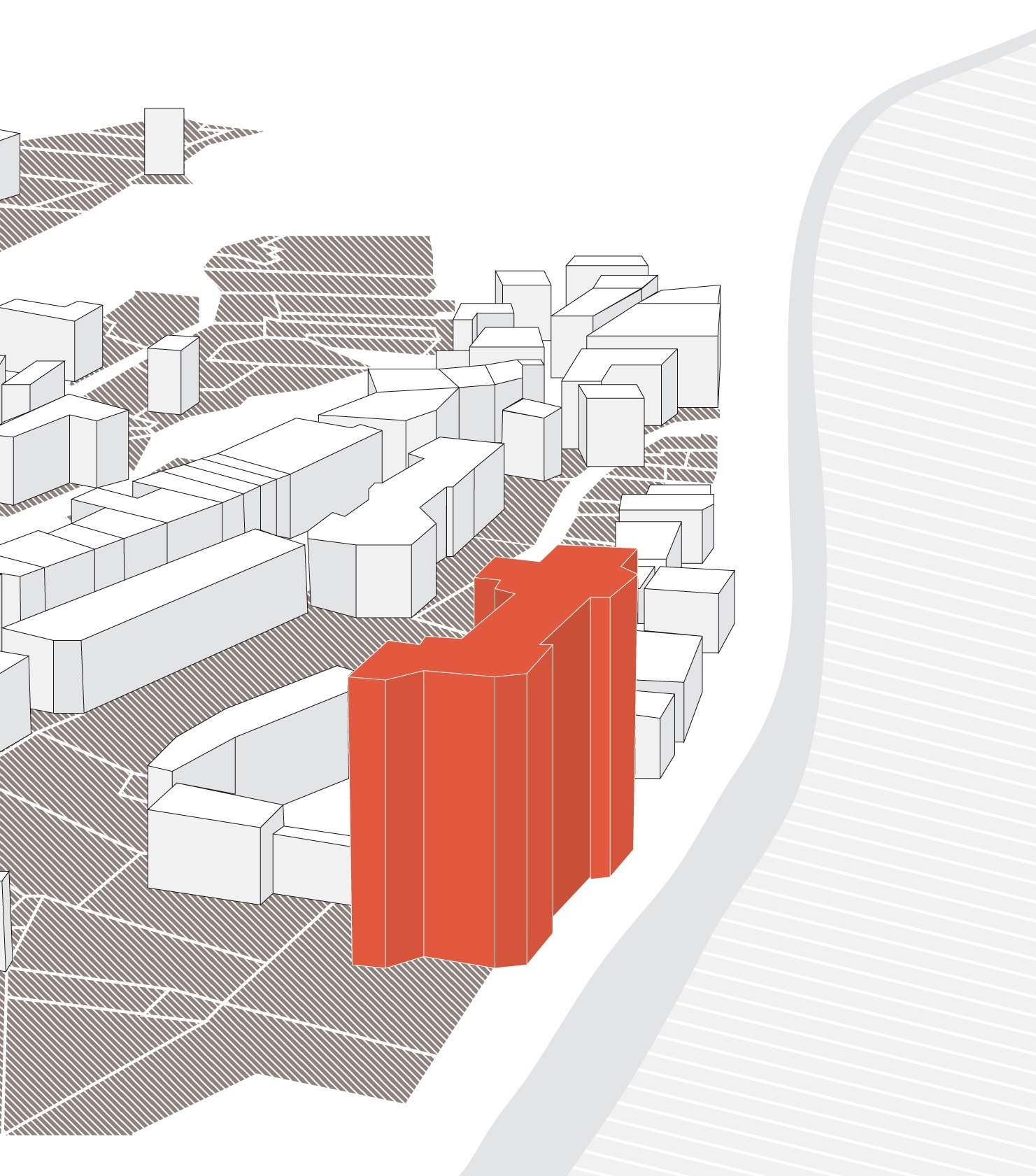
Implantation du château de Montsoreau dans Montsoreau.

De 1956 à 1999, le château de Montsoreau accueille le « Musée des goums marocains et des affaires indigènes du Maroc ». En 1956, alors que le Maroc devient indépendant et que les goums mixtes marocains — unités d’infanterie légère de l'armée d'Afrique composées de troupes autochtones marocaines sous encadrement français — forment le noyau de l’armée royale marocaine, le colonel Aunis obtint l’autorisation du Conseil général de Maine-et-Loire d’utiliser les salles du premier étage du château de Montsoreau pour y installer le musée des goums mixtes et des affaires indigènes du Maroc avec pour objectif de rassembler des souvenirs et des trophées.
Cette autorisation est ratifiée par la signature d’un bail emphytéotique d’une durée de 99 ans entre la Koumia (Association des Anciens des Goums Mixtes Marocains et des Affaires Indigènes) et le Conseil général de Maine-et-Loire. Une inauguration a lieu en août 1956 en présence du maréchal Juin et du colonel Mac Carthy.
Le bail emphytéotique ayant pris fin prématurément, le musée ferme définitivement ses portes le 1er mars 1997.

### Musée d'art contemporain depuis 2016

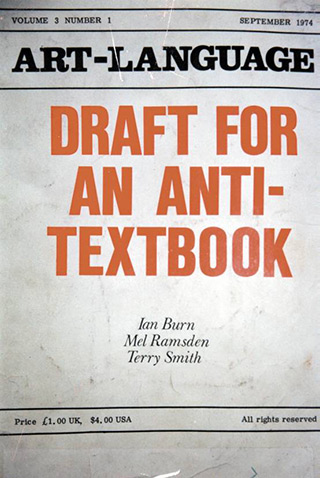
Art and Language, Art-Language The Journal of Conceptual Art, collection Château de Montsoreau-Musée d'art contemporain.

En janvier 2016, le Conseil départemental de Maine-et-Loire loue le château avec un bail emphytéotique de 25 ans à Philippe Méaille qui y installe sa collection d'art contemporain centrée sur Art and Language. Il s'agit de la plus importante collection mondiale d'œuvres de ce collectif d'artistes anglais, américains, et australiens considérés comme les inventeurs de l'art conceptuel. Le musée, nommé Château de Montsoreau-Musée d'art contemporain, ouvre en avril suivant,,.
Sa collection fait régulièrement l'objet de prêts dans des musées internationaux ou nationaux (Centre Georges-Pompidou à Paris, MACBA à Barcelone, le musée Guggenheim de Bilbao, Centre de création contemporaine Olivier Debré (CCCOD) à Tours) ainsi que pour des expositions thématiques (sur Mai 1968 avec « Soulèvements » au musée du Jeu de Paume à Paris, et « Luther und die Avant Garde » à Wittenberg).
L'année de son ouverture, le musée accueille 35 000 visiteurs. Il présente cette année-là le travail d'Agnès Thurnauer lors de son exposition temporaire d'été, et rend hommage par deux fois à l'artiste minimaliste François Morellet : une première fois en créant, le 8 avril 2016, le prix François-Morellet, récompensant chaque année un auteur pour son engagement en faveur de l'art contemporain, prix remis lors de Journées nationales du livre et du vin à Saumur et attribué lors de sa première édition à Catherine Millet ; une seconde fois en inaugurant en décembre sur sa façade une des œuvres de François Morellet, décédé neuf mois plus tôt, le 10 mai 2016.

## Galerie

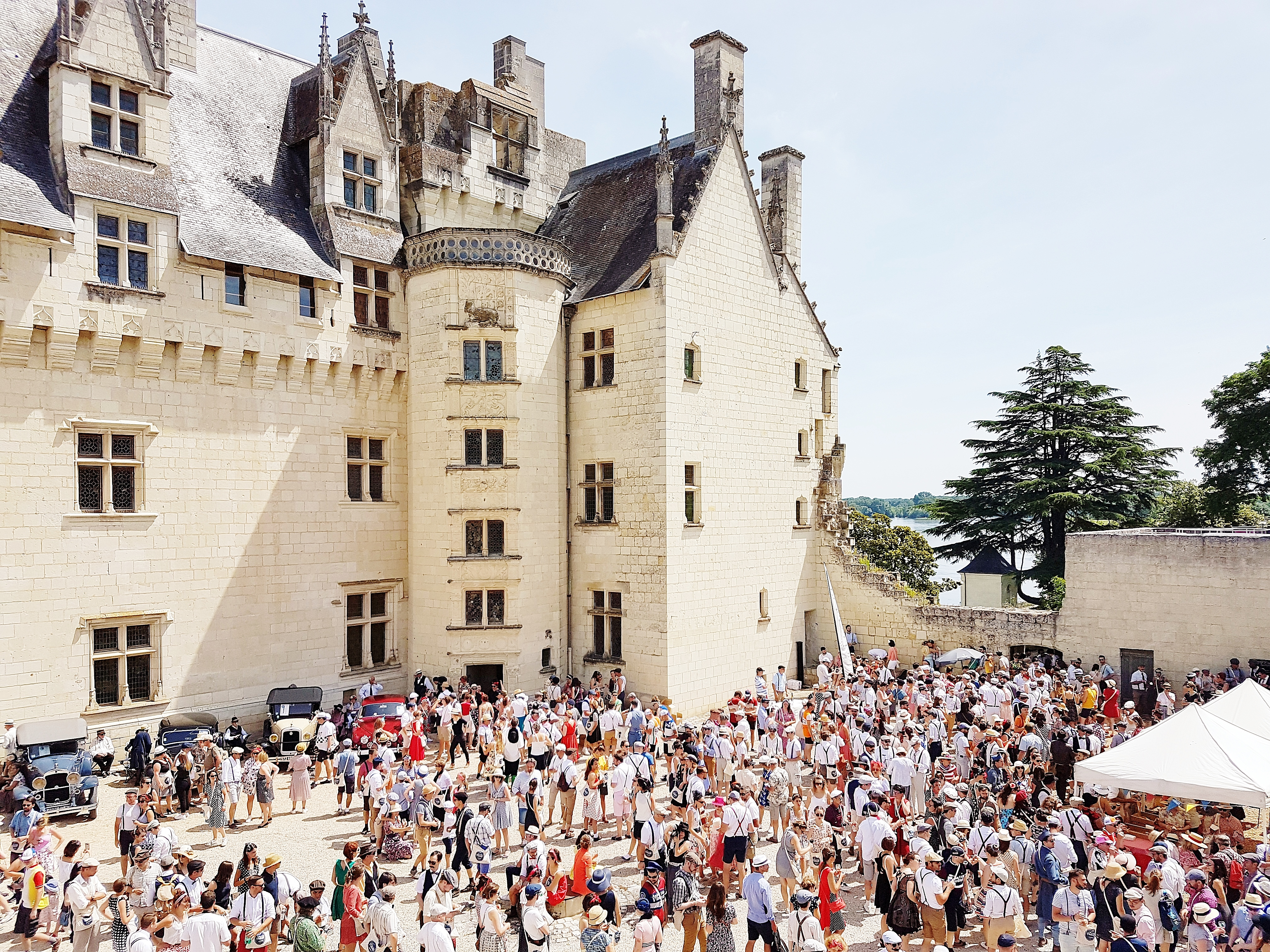
Cour du Château de Montsoreau-Musée d'art contemporain durant Anjou Vélo Vintage.
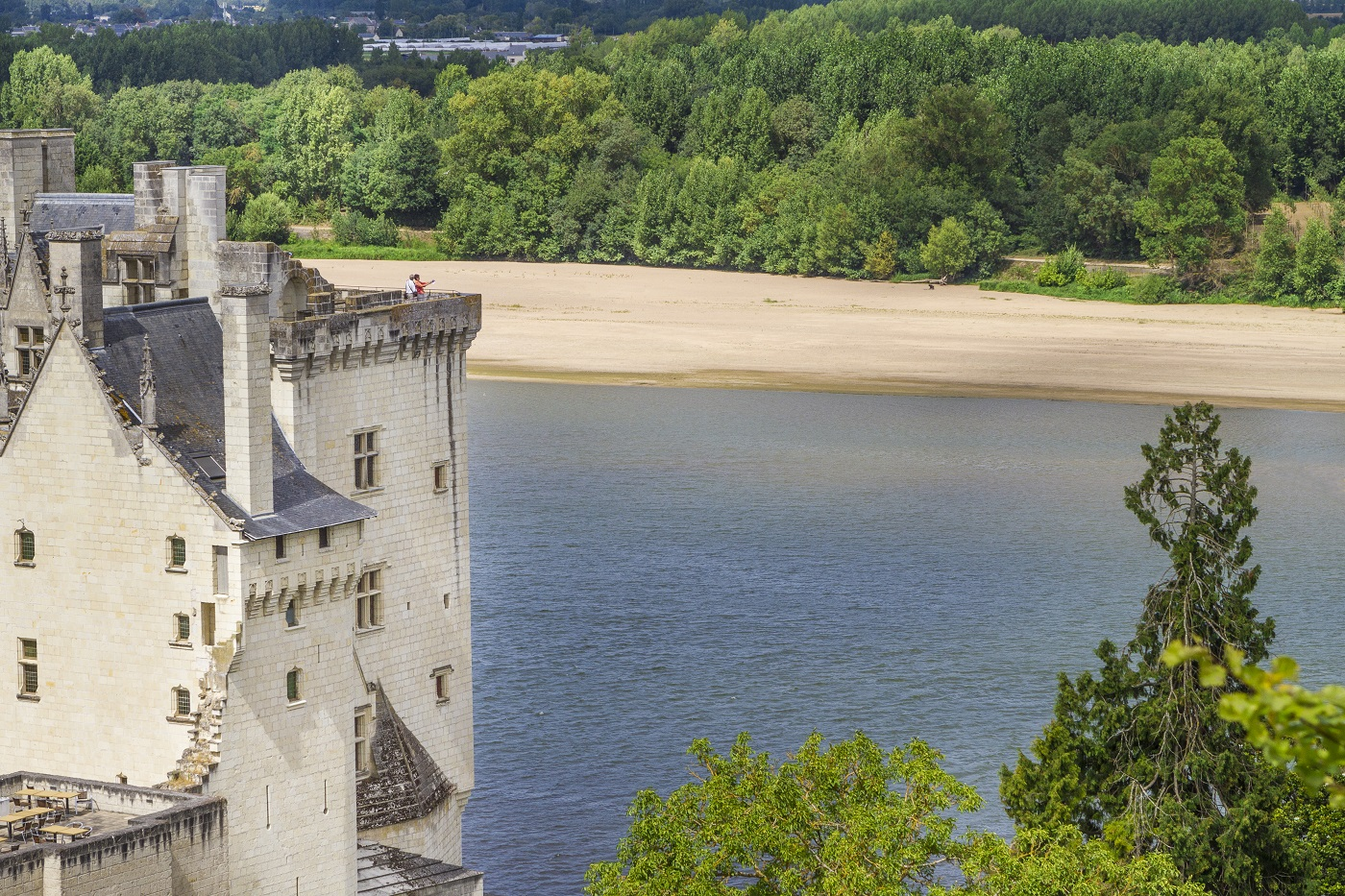
Le château de Montsoreau depuis le village.
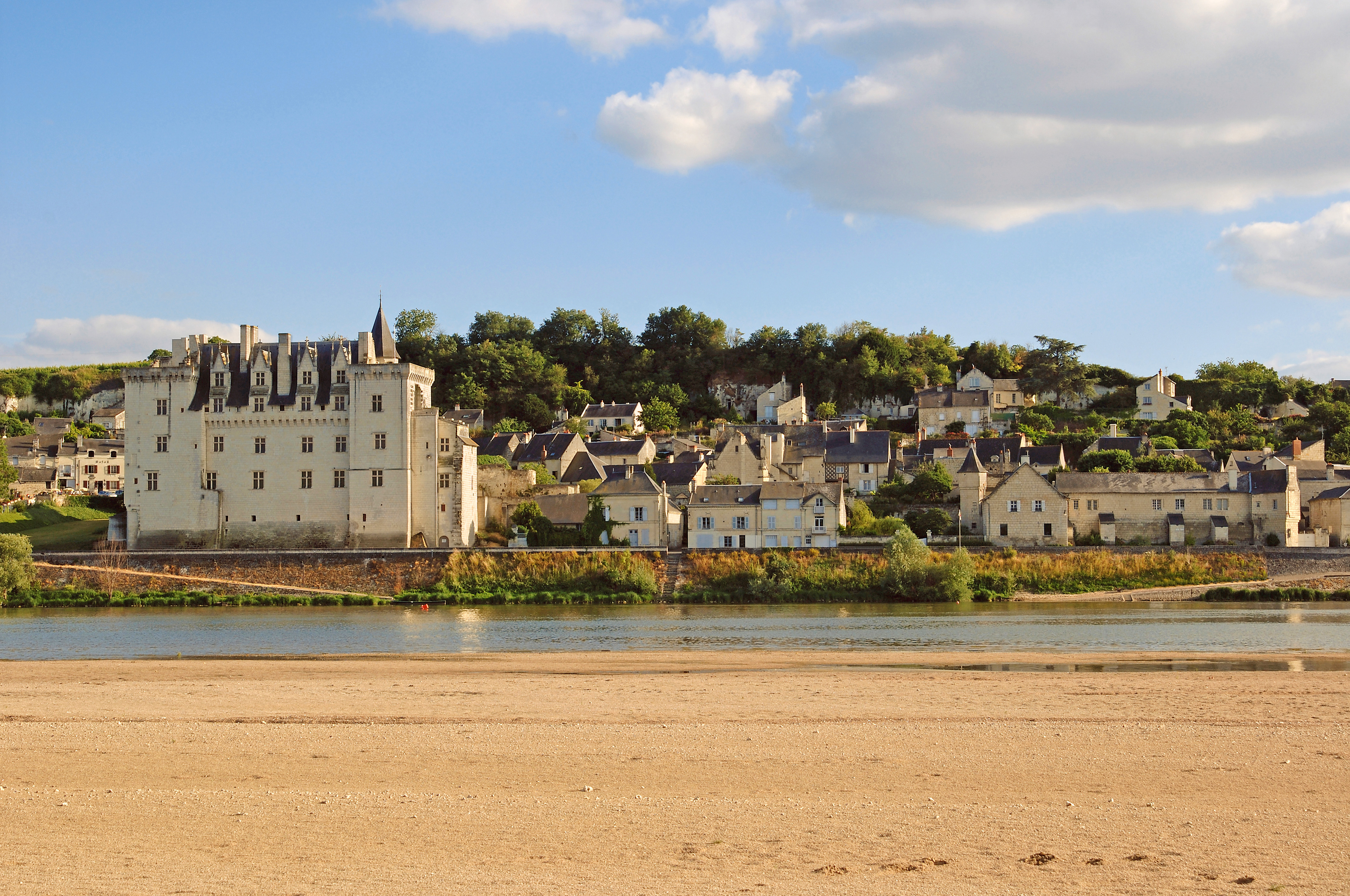
Château de Montsoreau-Musée d'art contemporain vu depuis l'île au Than.
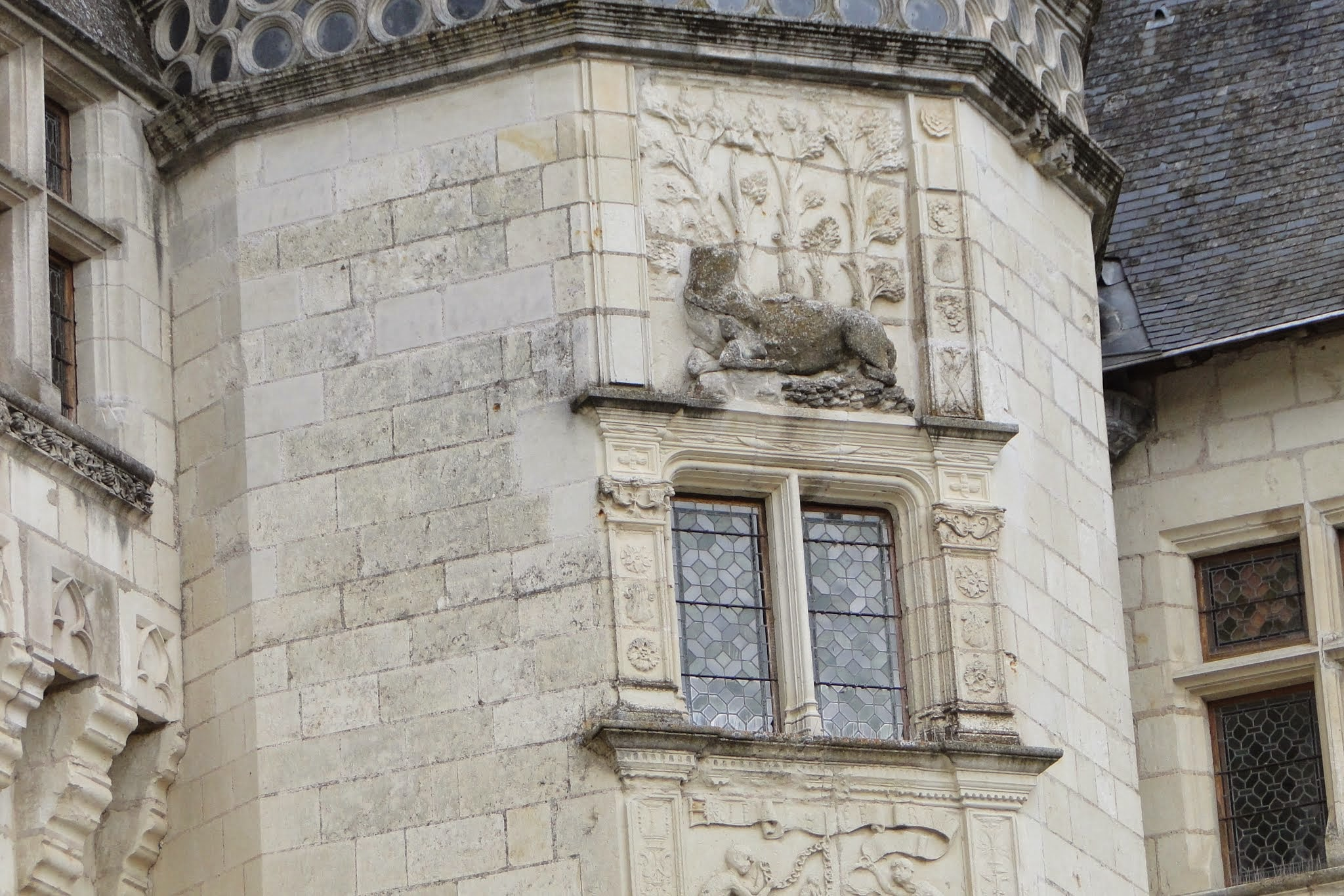
Panneau supérieur de l'escalier Renaissance représentant un cerf couché.
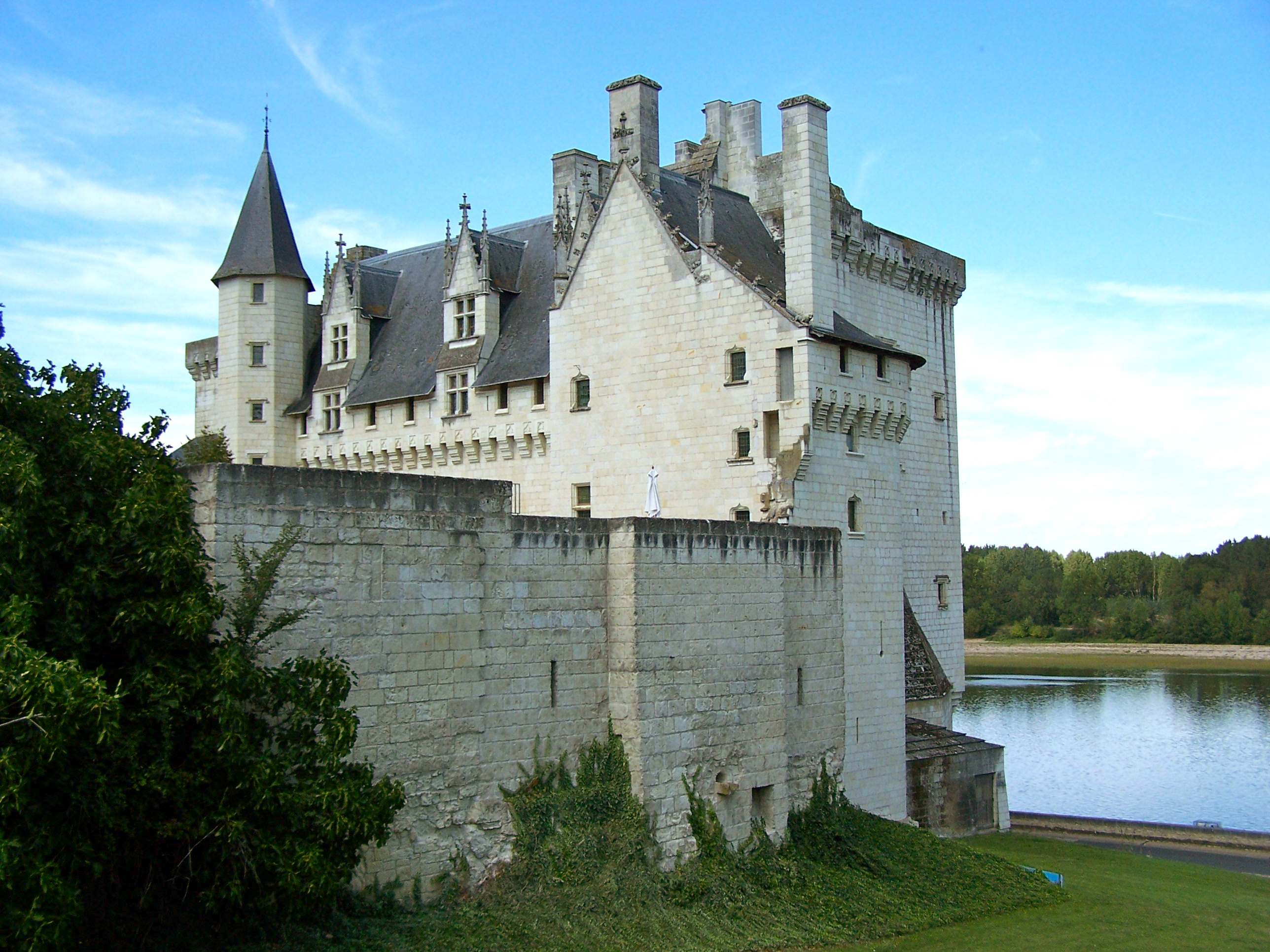
Le château vu depuis les jardins.
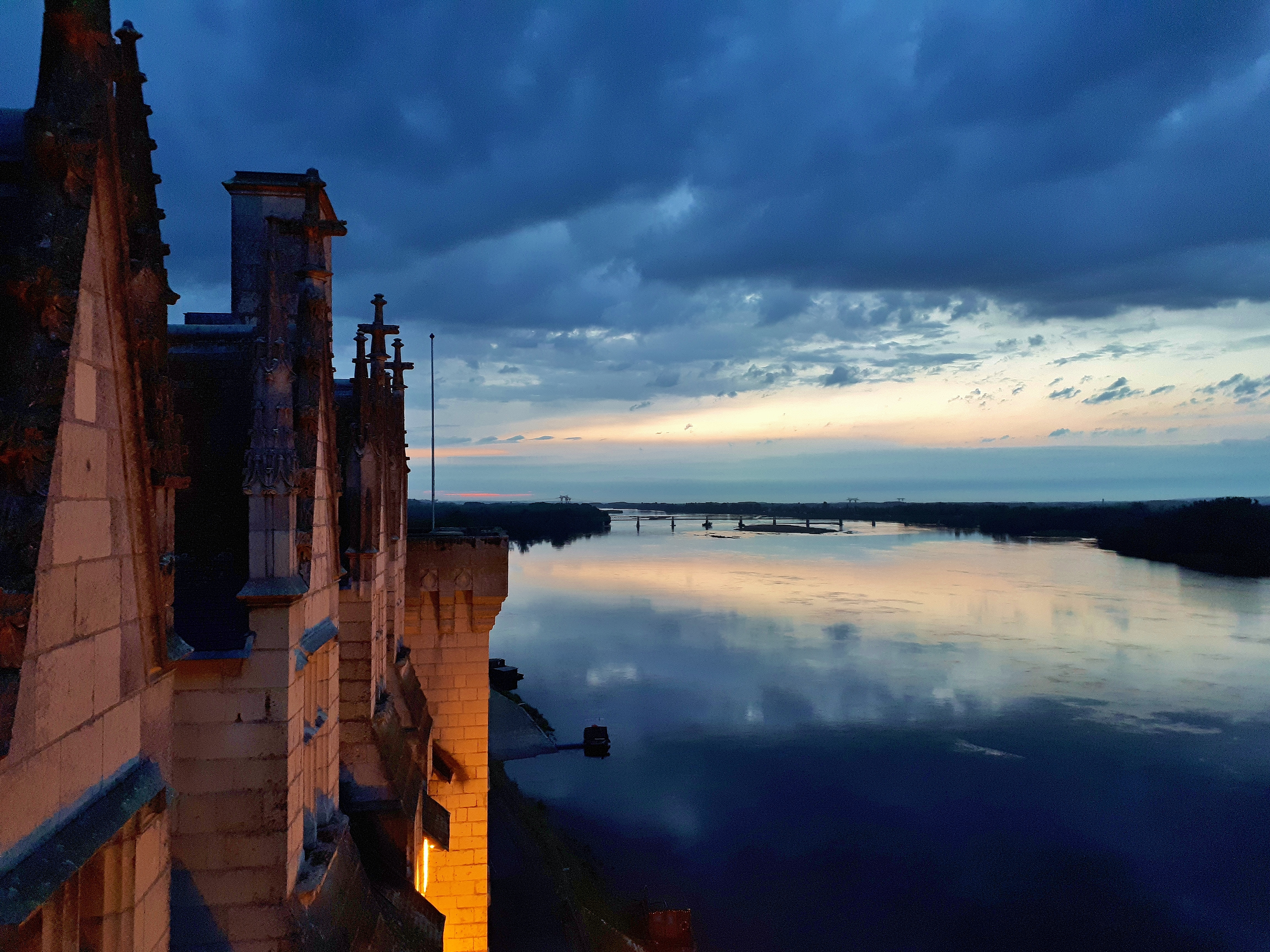
Coucher de soleil sur la Loire depuis la terrasse du château
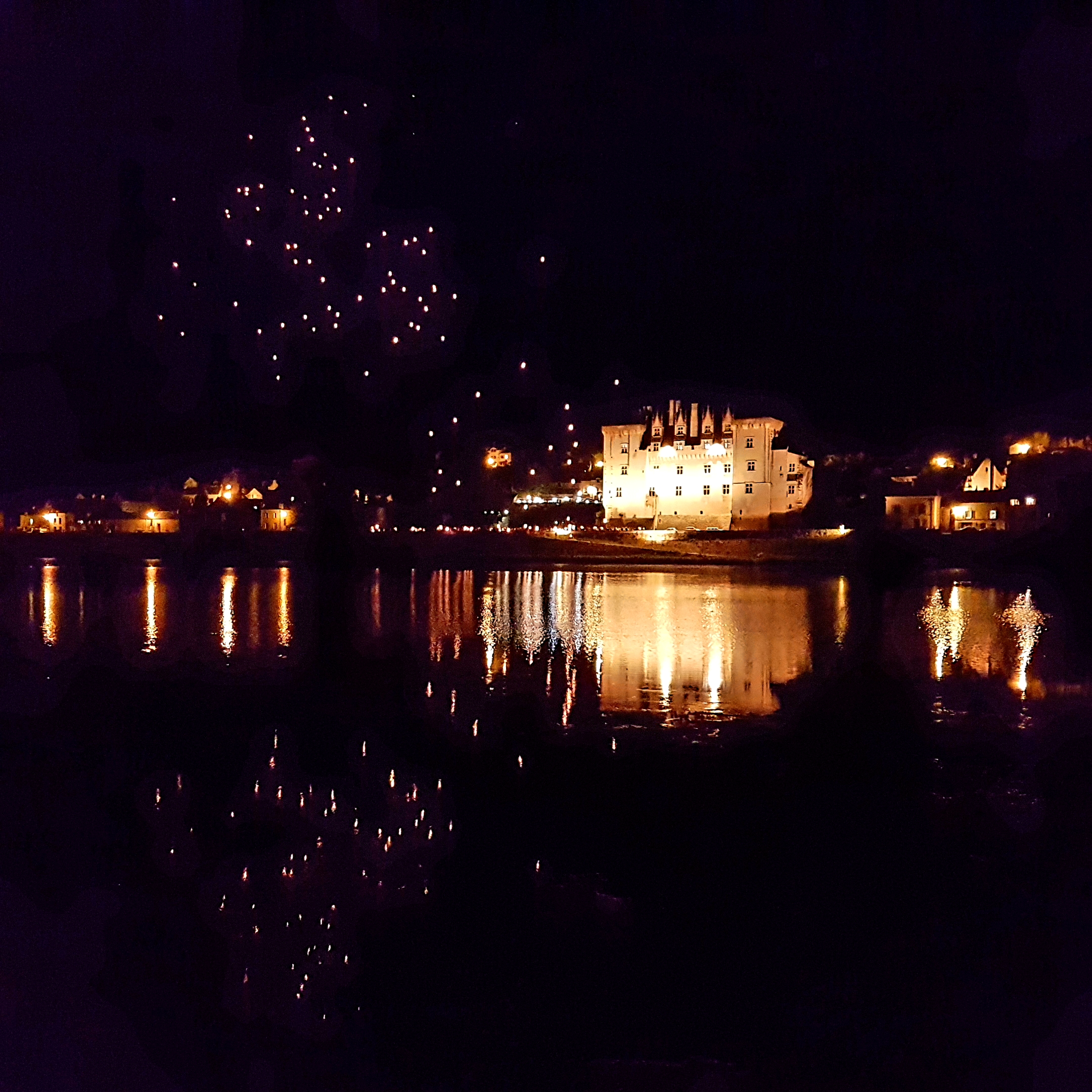
Lâcher de lanternes célestes devant le château.

## Architecture

### Préambule

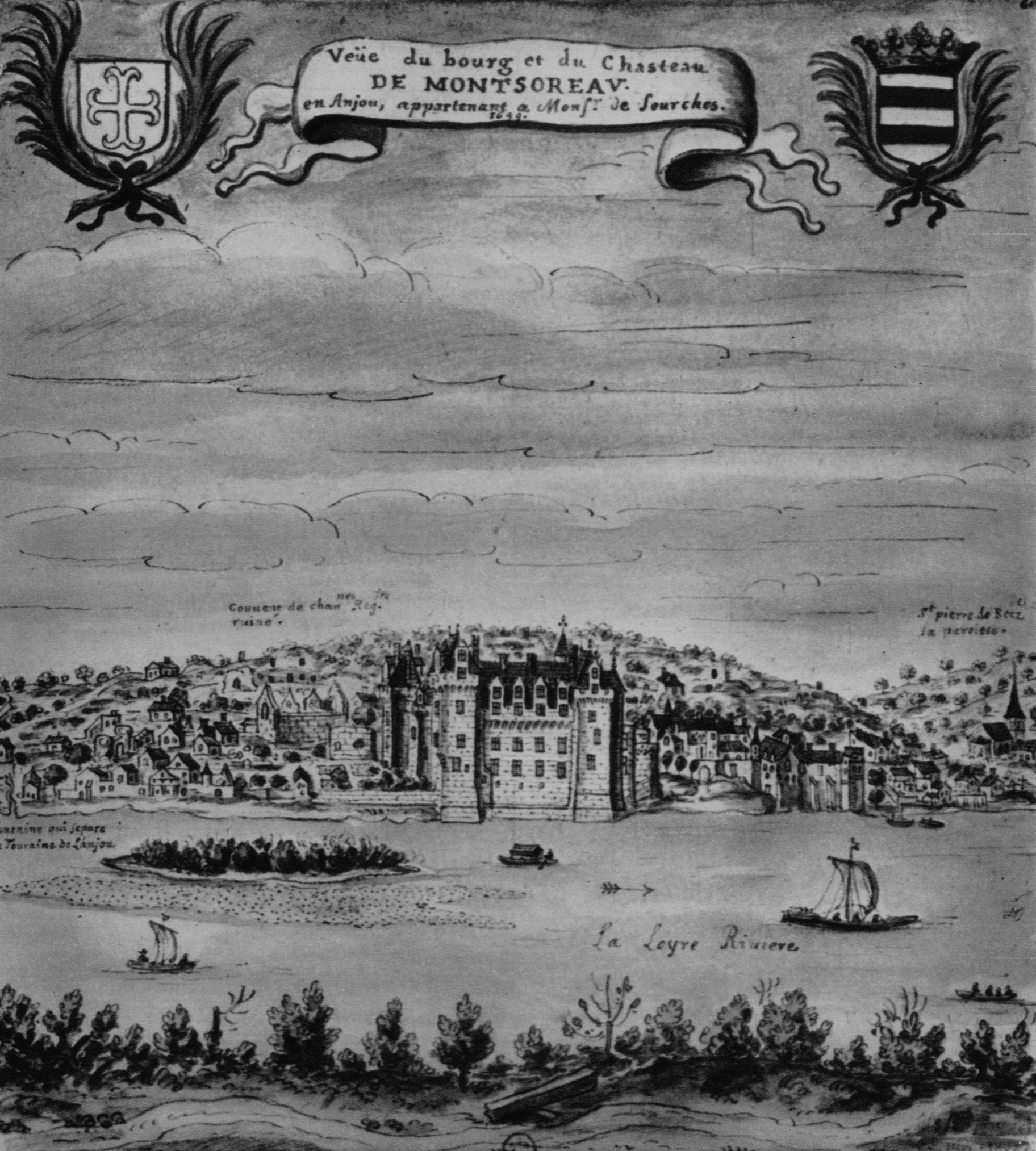
Le château de Montsoreau au XVIIe siècle, encre sur papier, collection Gaignières.

L'escalier — contemporain du XVe siècle — par lequel on pénètre dans le château aboutit dans une cour quadrangulaire. Au nord, côté Loire, s'élève le corps de logis, situé entre deux hauts pavillons flanqués, à l'est comme à l'ouest, de deux petites ailes placées en équerre. À l'est subsiste une tour rectangulaire ruinée, improprement appelée donjon, qui fut arasée au siècle dernier[Quand ?] à quelques mètres du niveau du sol. À l'opposé, le pavillon d'entrée fut également détruit en vue de récupérer des matériaux de construction. Seul subsiste au sud un large rempart de terre, percé de caves, qui doublait le mur d'enceinte. Au-delà du fossé s'élève l'église castrale Saint-Michel qui est aujourd'hui transformée en habitation. Le fossé défensif, large d'une vingtaine de mètres et fort profond à l'origine, entoure le château sur trois de ses côtés. Lors des crues il était périodiquement envahi par les eaux du fleuve.

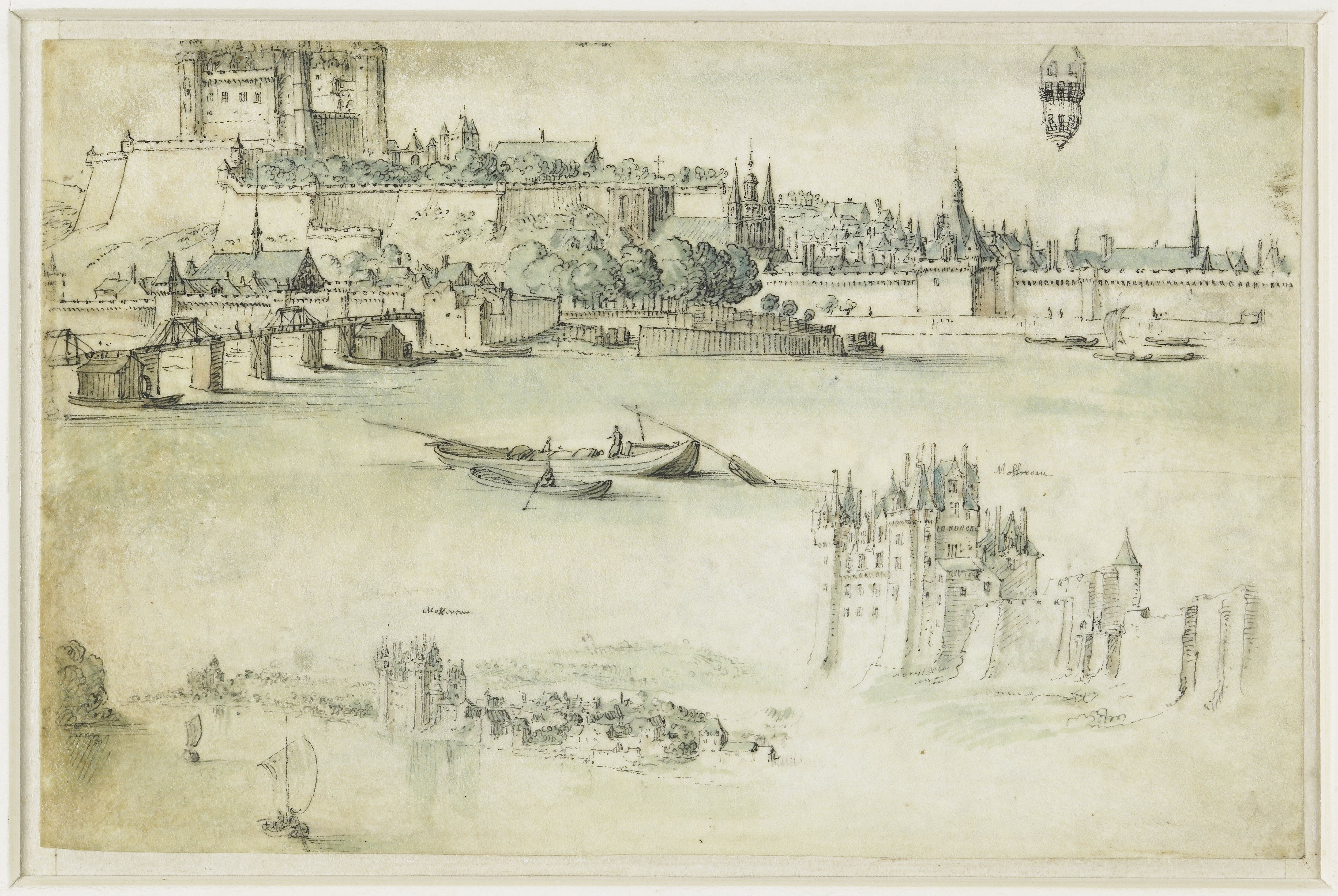
Anonyme, Paysage de Loire montrant le château de Saumur et le château de Montsoreau, encre sur parchemin, circa 1600-1650, collection Rijksmuseum Amsterdam.

L'ensemble de l'édifice est construit en tuffeau blanc. Ce calcaire tendre, poreux, si fréquent en Anjou et en Touraine, est ici de très bonne qualité. Il a été extrait des profondes carrières souterraines creusées à même la falaise, à proximité immédiate du chantier de construction, et taillé en pierres de dimensions assez modestes, peu différentes de celles en usage avant la guerre de Cent Ans ; les signes lapidaires — chiffres romains gravés sur la plupart des murs intérieurs — ne correspondent pas à l'identité des tâcherons, mais indiquent la hauteur précise des pierres, ce qui témoigne d'une organisation de chantier très élaborée. Les toits sont en ardoises d'Angers, comme il était d'usage dans toute la vallée. La façade sur la Loire présente, avec ses deux pavillons rectangulaires et massifs en légère saillie, un aspect sévère, nettement atténué cependant par les larges fenêtres à meneaux et traverses. Elle se différencie de la sobre façade sur cour par l'importance de la partie basse du mur, simplement percé de petites ouvertures, ce qui traduit une volonté d'architecture massive destinée à marquer fortement le paysage. Aucune matérialisation de travées ne vient souligner les lignes verticales ; en revanche, le chemin de ronde fait ressortir un net tracé horizontal. Le dispositif de défense du château est limité au fossé profond, à quelques meurtrières et au chemin de ronde couronné par des mâchicoulis. Ceux-ci sont portés par des consoles moulurées ; le parapet est orné d'arcs tréflés en accolade, de formes variées, qui révèlent de la part des bâtisseurs un intéressant souci d'esthétique. L'intérieur de l'édifice dispose — et cela dès l'époque de la construction — de divers éléments qui traduisent un désir de confort, telles les grandes fenêtres assurant un bon éclairage des pièces et disposant de coussièges (banc dans l'embrasure), ou bien la présence de vingt-cinq cheminées,. En revanche, les vestiges de décor peint qui apparaissent sur quelques cheminées sont postérieurs à la construction — ils doivent dater du XVIe siècle — et les sculptures sont peu nombreuses.
En ce qui concerne les commodités, les latrines étaient disposées dans des réduits, à l'angle des pavillons, et réparties du rez-de-chaussée au deuxième étage. L'évacuation se faisait directement dans la Loire, par de simples conduits verticaux. L'aile en retour à l'est a été construite plus tardivement et présente un système plus élaboré.

### Implantation des différents bâtiments

#### Bâtiments de service

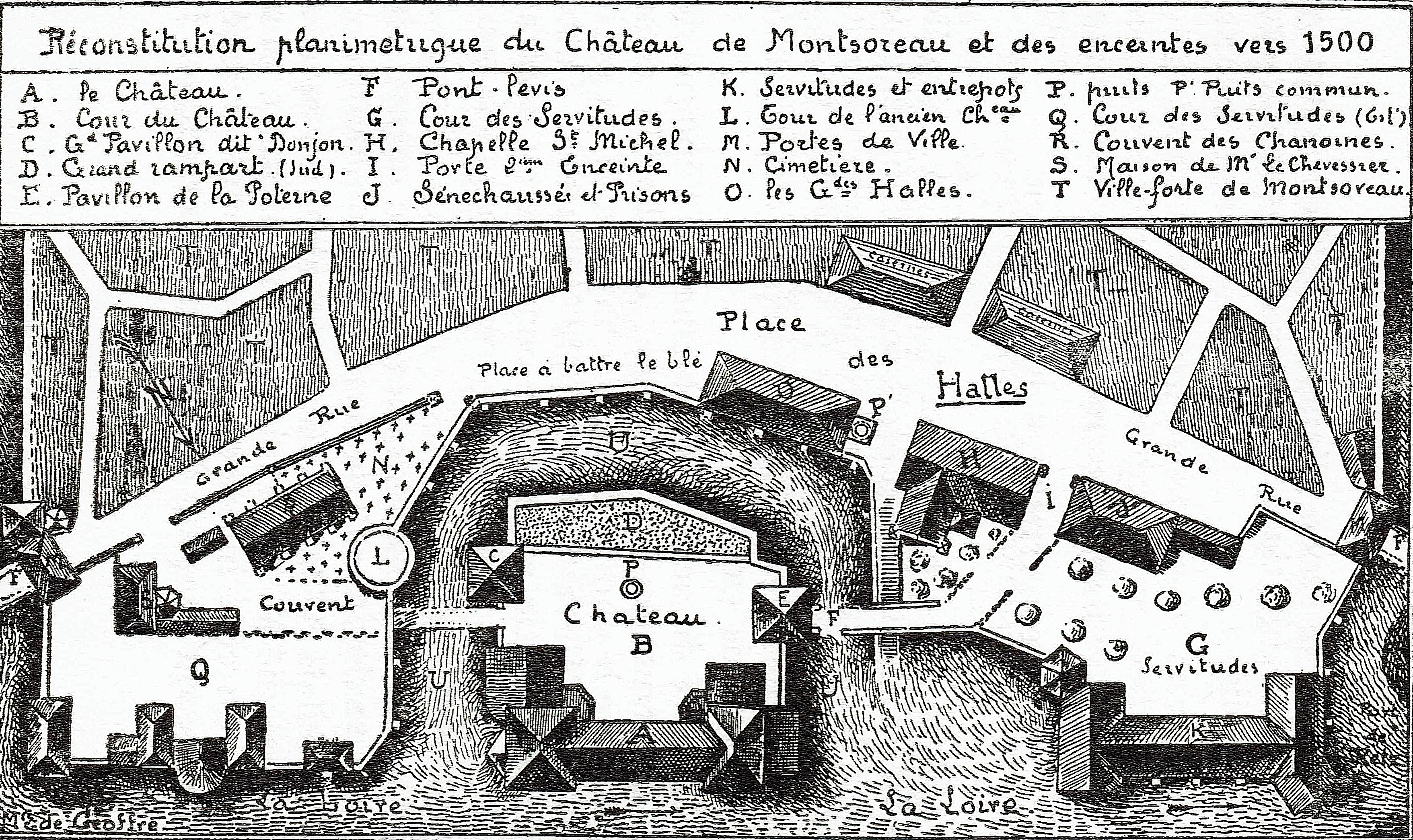
Plan du château de Montsoreau et de ses abords réalisé par Jean de Geoffre de Chabrignac.

##### Porche d’entrée
Le passage couvert à l’entrée du site castral qui s'apparente à une maison-porche correspond au bâtiment du tribunal seigneurial de Montsoreau. Il marque l'accès à la cour du château.

##### Tribunal seigneurial
Le tribunal de justice seigneurial forme également le porche d’entrée de l’ensemble du site castral. Le bâtiment date de la fin du XVe siècle ou du début du XVIe siècle. Il possède des éléments remarquables, notamment sa façade en pan de bois richement orné. En effet, comme Jeanne Chabot, dame de Montsoreau, l'indique au roi René en 1480, la baronnie de Montsoreau dispose des « droictz de justice haulte, basse et moyenne » exercée par les officiers seigneuriaux. Il garda probablement son usage jusqu’à la fin de l’Ancien Régime. À la Révolution, lorsque les droits de justice seigneuriaux sont supprimés, le bâtiment est transformé en habitations et en boutiques (cordonnier et bonnetier). Il s’agit aujourd’hui d’une habitation privée.

##### Palais de la sénéchaussée et prison
Le logement du sénéchal est à associer au tribunal seigneurial situé quelques mètres plus loin. Le palais de la sénéchaussée a été remanié au XVIIIe siècle.

##### Pont-levis
Situé côté ouest, le pont-levis relie la basse-cour au château. Au XVIIe siècle, il est remplacé par un pont dormant en pierre,.

##### L'église castrale Notre-Dame du Boile
L’église castrale et paroissiale Notre-Dame du Boile puis Saint-Michel du Boile dite chapelle Saint-Michel a été fondée en 1219 par Gautier de Montsoreau et élevée à l’articulation de la basse-cour castrale et de la place du marché. Le terme de « boile » ou « baile » désigne la basse-cour du château. L’église fut un des éléments majeurs de l’ensemble castral des seigneurs de Montsoreau. Elle remplissait la fonction d’église de la paroisse du château, formant une enclave au sein de la paroisse Saint-Pierre de Rest. Les paroissiens étaient la famille seigneuriale ainsi que les officiers et serviteurs. Les armes de la famille de Chambes figurent d’ailleurs sur la clé de voûte de la chapelle.
Au Moyen Âge et à la Renaissance, l’église possédait cinq chapelles :
- une chapelle en l’honneur de Magdalène, fondée par Renaud VII Savary de Montbazon et son épouse Eustachie d'Anthenaise au XIVe siècle ;
- la chapelle Saint-Nicolas ;
- la chapelle les Perrins ;
- la chapelle Saint-Michel ;
- la chapelle Notre-Dame du Boile.

L’église servit aussi de lieu d’inhumation et de nécropole dynastique entre la fin du XVe siècle et le début du XVIe siècle pour les seigneurs du Montsoreau. En 1520, Marie de Châteaubriant, dame de Montsoreau, fait état des sépultures qui s’y trouvent. Il s’agit notamment de celles de Jean III de Chambes, Jean II de Chambes, Jeanne Chabot. Elle contribua à ce que l’ancien village de Rest soit supplanté par le bourg castral. Avec l’arrivée de la famille de Chambes, l’église subit de grandes transformations dont témoigne notamment le clocher. À partir du XVIIe, l’église prend le nom de Saint-Michel, sans doute en raison du fait que Philippe et Charles de Chambes furent faits chevaliers de l’Ordre de Saint-Michel. Les chanoines du chapitre canonial de Sainte-Croix occupèrent cette église aux XVIIe et XVIIIe siècles à la suite de la destruction de la collégiale Sainte-Croix.
Le bâtiment est aujourd'hui une habitation privée.

##### Collégiale Sainte-Croix
De son vivant, Jean III de Chambes entreprend de fonder une chapellenie séculière mais meurt sans avoir pu mener à bien son projet. La collégiale Sainte-Croix sera fondée posthumément par sa veuve, Marie de Châteaubriant, dame de Montsoreau, le 31 mars 1520. Elle y avait fondé un chapitre composé d'un doyen et de quatre chanoines, à chacun desquels elle avait attribué 150 lt de revenu,.
L’étude de la documentation conservée permet de situer précisément la collégiale à l’endroit où s’élève aujourd’hui la maison du 10, rue Jehanne d’Arc.
La collégiale Sainte-Croix sert de lieu de sépulture à partir de 1520. Elle dispose d'ailleurs d’un petit cimetière attenant. Les vues de 1636-40 et 1699 ne montrent pas de cloître mais le nom de la maison canoniale qui fut érigée sur ses ruines, « Les Cloistres », pourrait laisser entendre qu’il en existait un. Après quelques décennies, la collégiale est mise à sac et ruinée lors des guerres de Religion. En 1568, les troupes protestantes commandées par le comte de Montgommery pillent et ruinent l’église. D’autres dégradations ont pu survenir en 1587 lorsque Henri de Navarre, futur Henri IV, passe à Montsoreau à plusieurs reprises avant et après sa victoire de Coutras. Lors de la Révolution française, la propriété et ses dépendances sont saisies et vendues comme bien national le 11 novembre 1790.

##### Cimetière
Le cimetière est rattaché à la collégiale Sainte-Croix à partir de 1520.

##### Basse-cour
Au-delà des douves se trouvait la basse-cour, scindée en deux parties et autrefois ceinte de murs. À l’ouest la basse-cour est reliée au château par un pont-levis.

##### Pavillon de la poterne
Une poterne défendue par des barres de blocage ouvre sur les douves au sommet de l’escarpe entaillée du tuffeau.

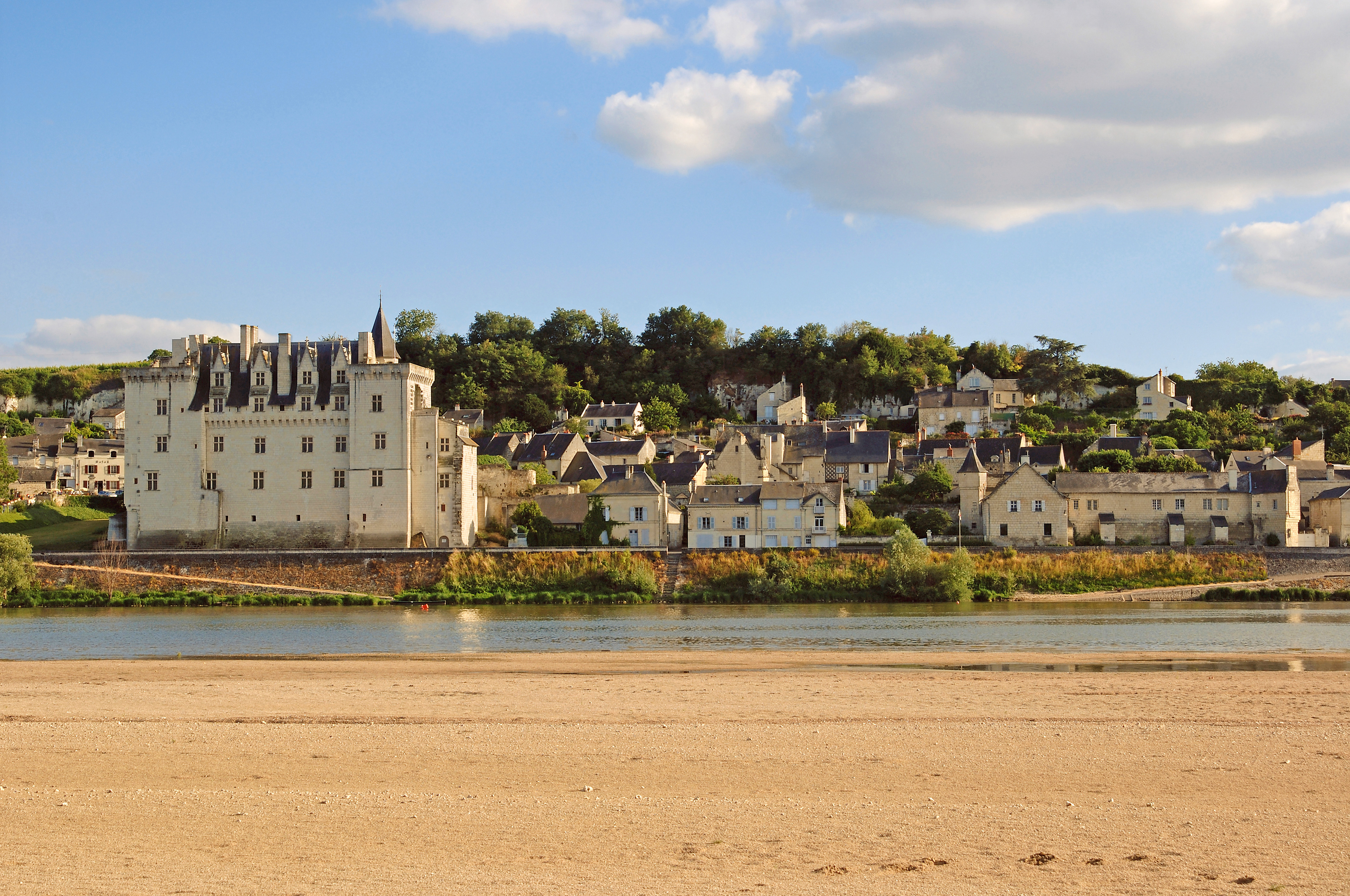
Port du château de Montsoreau reconstruit au XIXe siècle.

##### Port du château
Le port du château de Montsoreau a une certaine importance à la Renaissance, avec une grande activité associée au péage de Loire dû à l’aplomb du château. En 1493 un arrêt du Parlement régla les droits qui devaient être perçus à Montsoreau.
En 2017 le port a été rouvert à la navigation sous l’impulsion de Philippe Méaille, actuel propriétaire du château. Des navettes fluviales au départ de Saumur ont été mises en place. Elles déposent les touristes directement au pied du château.

##### Corps de garde, logements et communs
Ces bâtiments de la seconde moitié du XVe siècle sont des éléments majeurs de la basse-cour du château. Ils forment un ensemble cohérent de dépendances destinées à l’hébergement et au stockage : entrepôt, grenier à sel, écuries, logement d’un corps de garde, structure liée au péage de Loire. Une partie de ces communs accueille aujourd’hui l’école publique de Montsoreau.

##### Gloriette

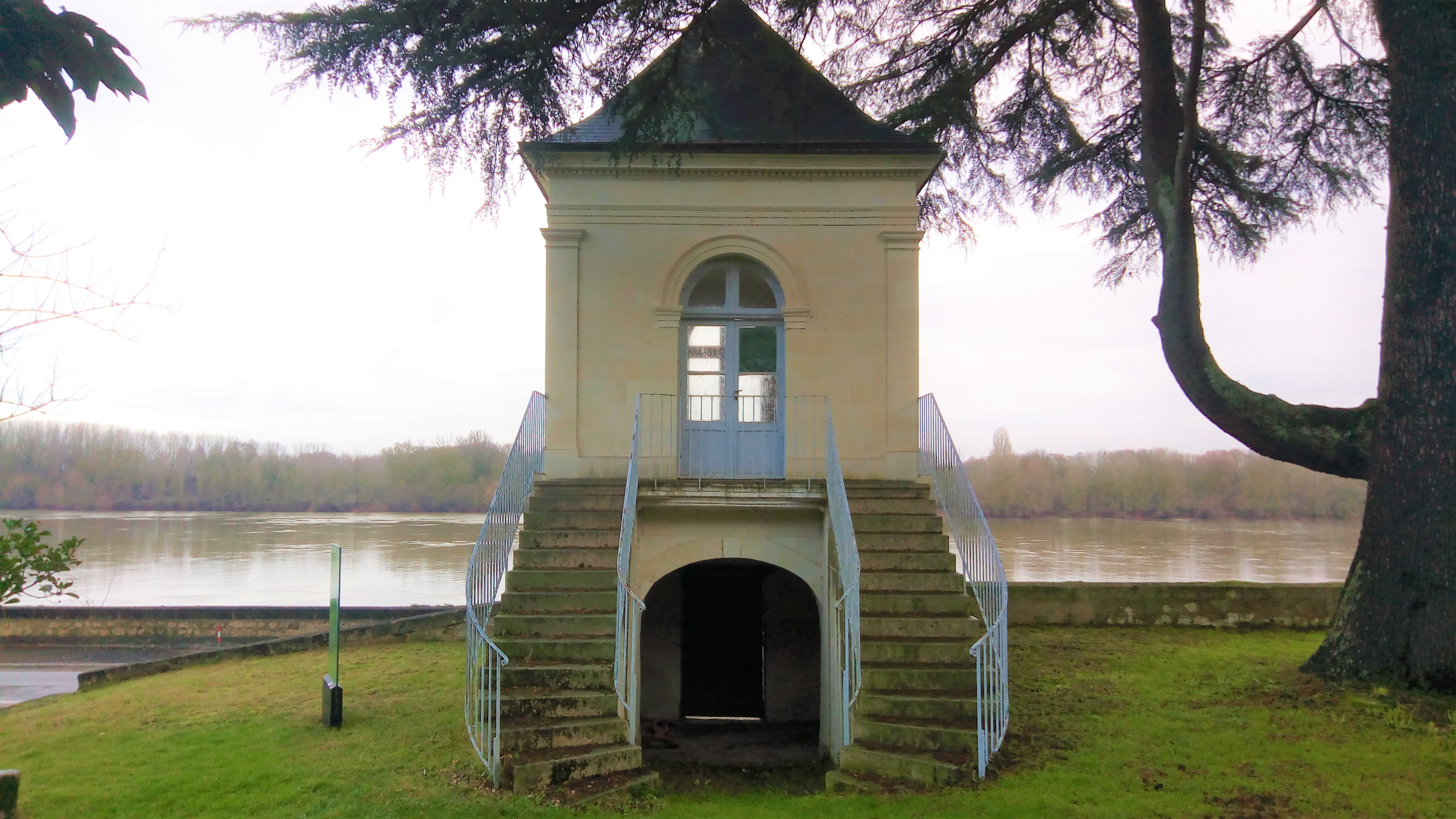
Gloriette du château de Montsoreau surplombant les bords de Loire.

Bâtie au XVIIIe ou au XIXe siècle, cette folie ou gloriette en bords de Loire est un témoignage de l’époque néoclassique qui voit se construire des temples à l'antique souvent dédiés aux muses, à Vénus ou Apollon, dans le courant du préromantisme et des poésies élégiaques qu'il fait naître. Ils servent aussi parfois de belvédère pour admirer la beauté de la nature, comme ici où la gloriette surplombe la Loire. Ce pavillon était décoré d'un papier peint panoramique produit en 1853 par la manufacture Pignet représentant Rome, Paris et Londres afin de mettre la Loire en regard de la Seine, du Tibre, et de la Tamise.

#### Les jardins

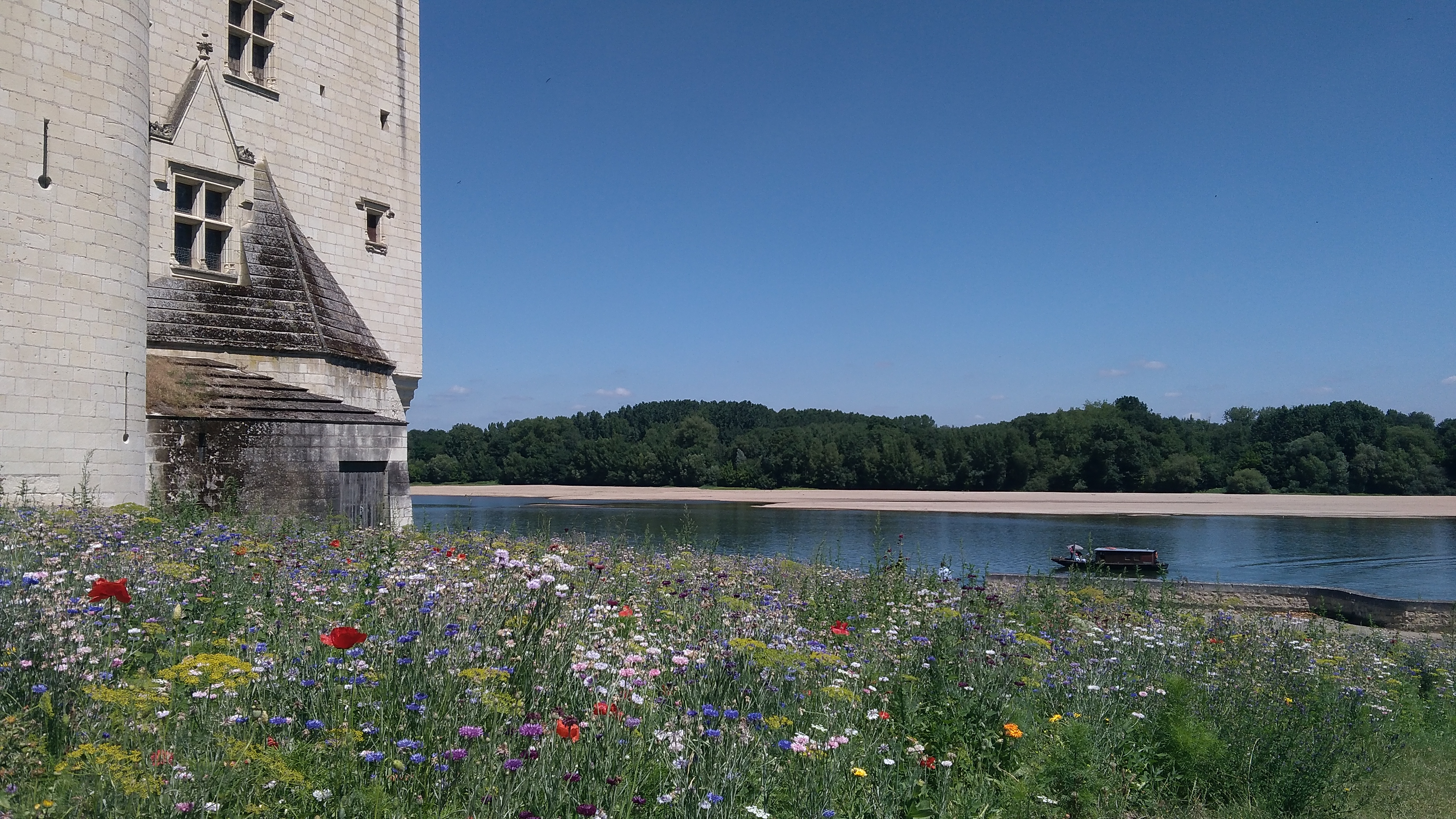
Jardins sauvages installés en 2017 en hommage à Miriam Louisa Rothschild.

##### Potager
Au XVe siècle, un vaste potager situé à proximité des cuisines du château permettait de les fournir en légumes et herbes aromatiques.

##### Caves
Les douves accueillent en partie sud une profonde cave couverte d’une voûte en berceau brisé à doubleaux. Elle devait servir de lieu de stockage. Cette cave est sans doute à associer au droit de péage que percevaient les seigneurs de Montsoreau jusqu’en 1631.

##### Douves
Le fossé défensif, large d’une vingtaine de mètres, entoure le château sur trois de ses côtés. En 1450, les douves étaient plus profondes que celles que l’on peut voir aujourd’hui. Elles étaient habituellement sèches et en eaux lorsque la Loire était en crue.

### Économie de la pierre et du plomb
Le service archéologique départemental de Maine-et-Loire estime que 92 000 pierres de taille ont été utilisées pour la construction des murs du corps de logis. Si l'on ajoute les pierres de taille des voûtes et des dallages de tuffeau, l'estimation atteint les 105 070 blocs. Le corps de logis totalise 2 576 m3 de tuffeau pour les parements, 157 m3 pour les voûtes et 72,5 m3 pour les dallages. La construction du logis a nécessité 5 223 m3 de tuffeau dont 2 805 m3 sous forme de pierres de taille et 2 418 m3 sous forme de moellons, ce qui représente 7 573 tonnes de pierres. Le volume total de pierres extraites représente environ 8 000 m3 soit une quinzaine d'années d'activité pour un carrier.
Le plomb a été utilisé pour les faîtages, les gouttières, les épis et les vitraux. Entre le toit du volume central, les pavillons des tours et les lucarnes, le corps de logis totalise 300 mètres linéaires de faîtages, de noues et d'arêtiers. Quatre-cents quintaux (19,58 tonnes)[Combien ?] de plomb ont été utilisés, ce qui permettait de produire entre 350 m2 et 450 m2 de tables de plomb de 4 à 5 mm d'épaisseur. Jean II de Chambes obtient du roi Charles VII une libre circulation pour ce plomb en provenance de Lyon, qu'il acheminera par voie terrestre jusqu'à Roanne et ensuite par la Loire jusqu'à Montsoreau. Il est vraisemblable que ce plomb provienne de la mine de Pampailly, alors propriété de Jacques Cœur, étant donné que même pour une mine aussi importante (Pampailly est en 1455 considérée comme une des plus importantes mines du royaume) ces quantités représentent environ six mois d'extraction/production,.

### Architecture intérieure

#### Composition d'ensemble
L’édifice est implanté parallèlement au fleuve, en bordure nord du terre-plein qui lui sert d’assiette. Il consiste en un corps de logis flanqué, au nord, de deux hautes tours carrées et, au sud, de deux tourelles d’escalier qui s’inscrivent dans les angles amorcés par deux courtes ailes. À l’est, un mur relie cet ensemble aux vestiges d’une autre tour carrée, autrefois aussi élevée que les précédentes. À l’ouest se trouvait l’entrée de la cour : un document des années 1636-1640 figure un étroit corps de passage couvert en pavillon et précédé d’un pont-levis, relié au logis par une courtine crénelée. La cour comporte un puits central. La visite des douves permet d’observer les vestiges d’un mur médiéval en grande partie effondré, reposant sur un remblai de terre. En arrière, le mur est également remparé par un massif de terre qui fut percé de caves altérant la stabilité de l’ensemble. Au-delà des douves, vers l’ouest, subsistent certains éléments de la basse-cour, dont le corps d’entrée. Il donne sur la place du bourg et se distingue par un beau pan de bois du XVIe siècle, à proximité d’un logement édifié dans la seconde moitié du XVe siècle greffé sur un édifice plus ancien. Un long corps de bâtiment, datant lui aussi de la fin du Moyen Âge, s’appuie au nord sur de solides contreforts : il contenait à l’origine des écuries, un logement et une grange transformés en école et en habitation. Les élévations comprennent certaines particularités remarquables. La principale est sans doute la disposition des mâchicoulis qui courent à hauteur du surcroît du corps central et des tours sur toutes les faces du logis, y compris sur la cour. Continu sur les deux tours, le chemin de ronde du corps principal est interrompu par les lucarnes et se trouve ainsi fractionné en segments isolés, parfois fort courts (1,7  à   7 m). Les lucarnes imposent cette disposition originale. La recherche de luminosité et l’ordonnance de la façade ont pris le pas sur l’aspect purement défensif et fonctionnel du chemin de ronde. Tournée vers le fleuve, la façade nord semble plus impressionnante et sévère car elle s’appuie sur un étage de soubassement percé de jours. Elle est cependant ouverte à chaque étage par six grandes croisées, approximativement organisées en travées.

#### Distribution des espaces

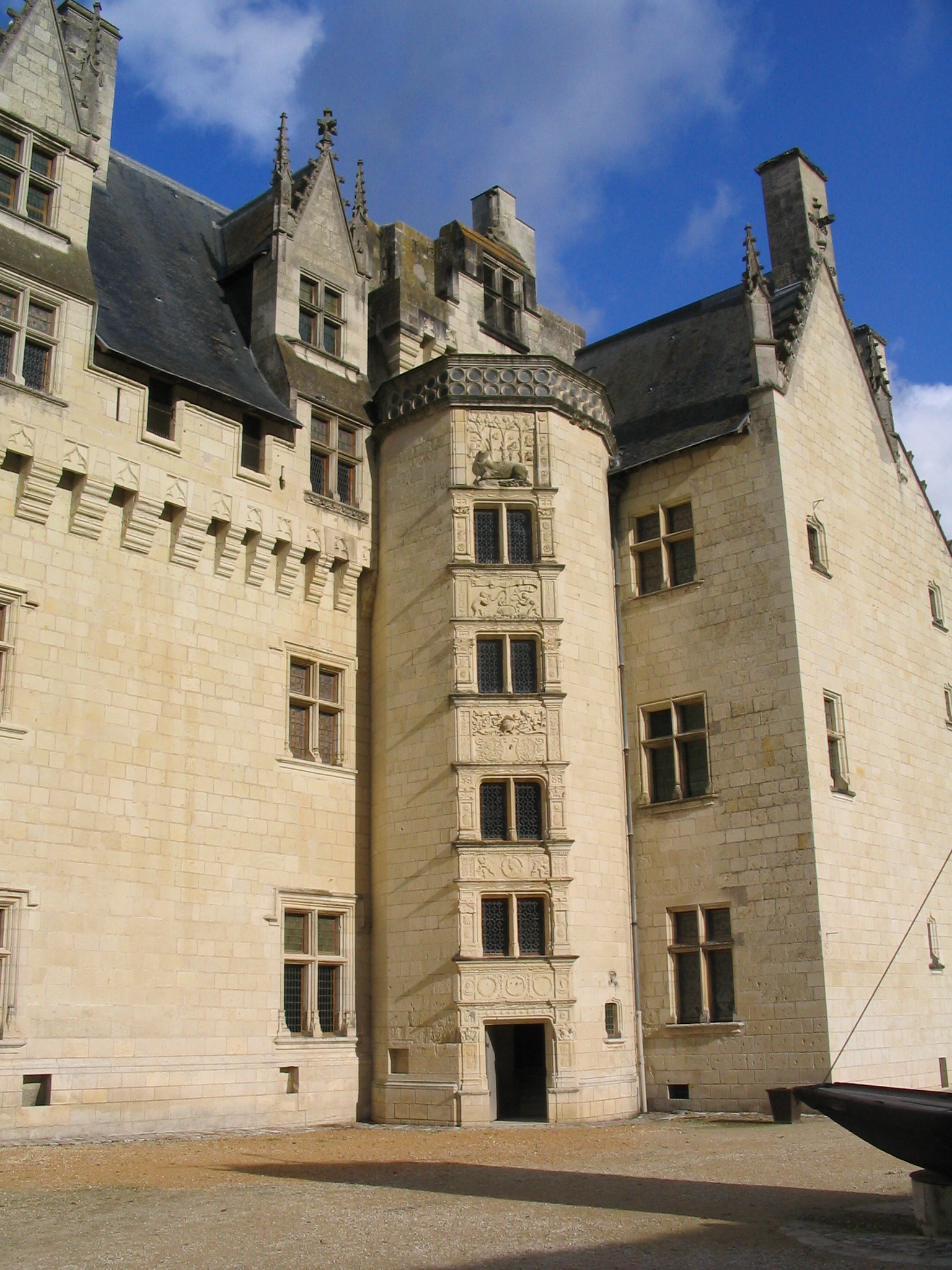
La façade intérieure du château avec sa tour d'escalier Renaissance.

Un grand sous-sol voûté occupe toute la superficie du logis et des tours. Il est situé à quelques mètres au-dessus du niveau moyen du fleuve, à hauteur de la route départementale. Le sous-sol possède une ouverture qui donnait jadis sur la Loire et permettait le déchargement des marchandises transportées par les bateaux. Plusieurs escaliers desservent le rez-de-chaussée du bâtiment. Le passage nord, ménagé dans le mur, comprenait une petite pièce de surveillance percée de meurtrières.
L'escalier à vis médiéval est bien ajouré et dessert les différents étages du château, des caves aux combles. Il permet d'accéder à la grande salle et aux divers niveaux du pavillon ouest ; une partie du bâtiment est composée de pièces en enfilade. Le corps de logis repose sur d'imposantes caves, sous terre vers la cour et percées de petites baies côté Loire. Quatre salles voûtées en plein cintre, de dimensions variées, s'y succèdent. L'ouverture d'origine, protégée par un système défensif, s'ouvre à l'ouest, vers le fleuve ; située à quelques mètres du niveau de la Loire, elle permettait aux bateliers de décharger leur cargaison. L'accès actuel ne date que du siècle dernier[Quand ?], lorsqu'un occupant, négociant en vin, voulut entreposer plus aisément ses barriques.
Au rez-de-chaussée, comme au premier étage, le corps de logis central est partagé en deux salles de taille inégale. La plus grande salle est chauffée par deux cheminées, l'une au nord, en façade sur la Loire, l'autre à l'est, alors que la plus petite n'en comporte qu'une. Les deux pavillons comprennent chacun une seule salle, elle aussi chauffée.
En l'absence de couloir, les pièces sont en enfilade à chaque étage, du pavillon situé à l'est au pavillon situé à l'ouest. La porte d'entrée de chaque salle peut être condamnée par une ou deux barres de bois. Un étroit escalier à vis occupe l'angle nord-est et dessert les différents étages du pavillon est. Au premier étage, la petite pièce de ce pavillon est voûtée d'ogives, ce qui laisse supposer qu'elle a servi d'oratoire.
Au deuxième étage, le plan est réduit aux salles du corps de logis et à celles des deux pavillons et de l'aile en retour sud-est.
Toutefois, des éléments défensifs demeurent et l'organisation des lucarnes gothiques à deux niveaux, présentes sur les façades nord et sud, mérite une mention particulière. Si les lucarnes supérieures éclairent les combles, les lucarnes inférieures, à l'aplomb de ces dernières, viennent s'insérer à l'emplacement du chemin de ronde afin d'éclairer les salles du logis. Le chemin de ronde, entrecoupé de lucarnes, se trouve ainsi divisé en tronçons.
Le pavillon oriental possède encore une partie des troisième et quatrième étages, ainsi qu'une disposition originale du chemin de ronde ; de là, il était possible de surveiller les principales voies de passage aux portes de l'Anjou. Les deux terrasses aujourd'hui aménagées en partie supérieure des pavillons permettent d'embrasser un paysage étendu et de mieux comprendre le rôle de surveillance du château : à l'est, la confluence entre la Loire et la Vienne ; au nord la large vallée du fleuve ; au sud, la petite cité fortifiée.

#### Naissance de l’architecture Renaissance
Le château de Montsoreau est, avec l’hôtel Jacques Cœur à Bourges (vers 1443) et le château de Châteaudun (vers 1460), un des plus anciens exemples de cette architecture tournée vers la plaisance. En effet, le corps de logis principal est aisément datable car deux passeports royaux datés de 1455 mentionnent le transport de plomb et de planches de bois dans le cadre des travaux. La priorité accordée à l’éclairage et à l’organisation intérieure de la demeure au détriment d’une circulation défensive rationnelle, ainsi que le système original des lucarnes, témoignent d’une volonté d’équilibre entre confort intérieur et esthétique. La tour Renaissance constitue un autre point fort du château. La structure du décor scandée par des corniches bien marquées, les pilastres trapus, coupés par des chapiteaux, le traitement des motifs se détachant dans des cadres nus ne se rapprochent pas véritablement des exemples connus de la première Renaissance française.
Insérée dans l'angle droit de la façade sur cour, la tourelle de forme octogonale, formant une transition entre l'art gothique et la Première Renaissance, est caractéristique de la fin du style Louis XII. Son escalier à vis dessert les premier et deuxième étages du château. Il est couronné d'une balustrade constituée de deux rangs de couronnes en tuffeau, obturés par des plaques circulaires d'ardoise, et s'achève par une belle voûte en palmier, dont les huit nervures retombent sur une colonne centrale prolongeant le noyau de l'escalier. Elle fait partie des quatre seuls exemples de voûtes de ce type connus en Anjou, avec le château du Roi René à Baugé, le logis Barrault à Angers et l'hôtel de ville de Saumur. À l'extérieur, la porte, en anse de panier, est surmontée de quatre fenêtres superposées dont les piédroits, encadrés de pilastres décorés, accusent l'élan vertical. D'inspiration italienne, le décor comporte des médaillons et des motifs parfois complexes. Le bandeau surmontant la fenêtre basse présente un visage en médaillon, encadré de putti. Au-dessus de la deuxième fenêtre, un casque est entouré de rinceaux ; une banderole porte l'inscription « Chambes crie », allusion au constructeur du château. L'entablement de la troisième fenêtre présente une scène particulièrement curieuse : sous une large bande déployée sur la partie supérieure, deux singes se font face de part et d'autre d'une représentation énigmatique : l'un des animaux soulève, à l'aide d'une chaîne, une pierre sur laquelle est installée un petit singe. Sur la bande, on peut lire la devise des Chambes « Je le feray ». Enfin, la fenêtre haute porte au-dessus de sa corniche un cerf au repos, symbole cynégétique.
On a insisté sur la présence de coquilles sur la cordelière et les pilastres, en soulignant que les armoiries de la maison de Laval-Loué, dont était issue Anne de Laval, épouse de Philippe de Chambes, comportaient cinq coquilles d'argent. L'escalier aurait ainsi pu être construit à l'occasion de leur mariage, célébré en 1530, mais les similitudes observées avec le décor du pavillon d'entrée du château de Gaillon plaideraient plutôt en faveur d'une date un peu plus ancienne.
Quoi qu'il en soit, l'édification de la tourelle conduisit à percer de nouvelles portes et entraîna surtout une redistribution des pièces plus conforme aux nouvelles tendances de l'habitat seigneurial. Malgré l'absence de couloir de distribution, chaque pièce, à l'exception de la plus occidentale, pourra désormais être isolée et communiquer directement avec un escalier.
Dans son ensemble, Montsoreau reste un bel et rare exemple de château entrepris sous le règne de Charles VII. Il a en outre bénéficié d'importants travaux de restauration, qui permettent aux visiteurs d'aujourd'hui de contempler toute la splendeur de ce monument de facture royale. Ces restaurations ont été menées pour l'essentiel entre 1923 et la Seconde Guerre mondiale pour la première, et entre 1997 et 2002 pour la deuxième. Elles restent souvent très discrètes, à l'exception des fenêtres, des baies et de la partie sommitale du pavillon occidental. Les poutrelles en béton remplaçant la plus grande partie des pièces de bois des plafonds sont parfaitement imitées, et il faut un regard attentif pour distinguer les originaux des copies. Cependant, l'on peut observer, dans la pièce occidentale du deuxième étage, les différents stades de l'élaboration de ces éléments en béton. La partie supérieure de la tourelle d'escalier médiévale a également été reconstruite, de façon à permettre l'accès à la partie supérieure du pavillon occidental.

#### Description

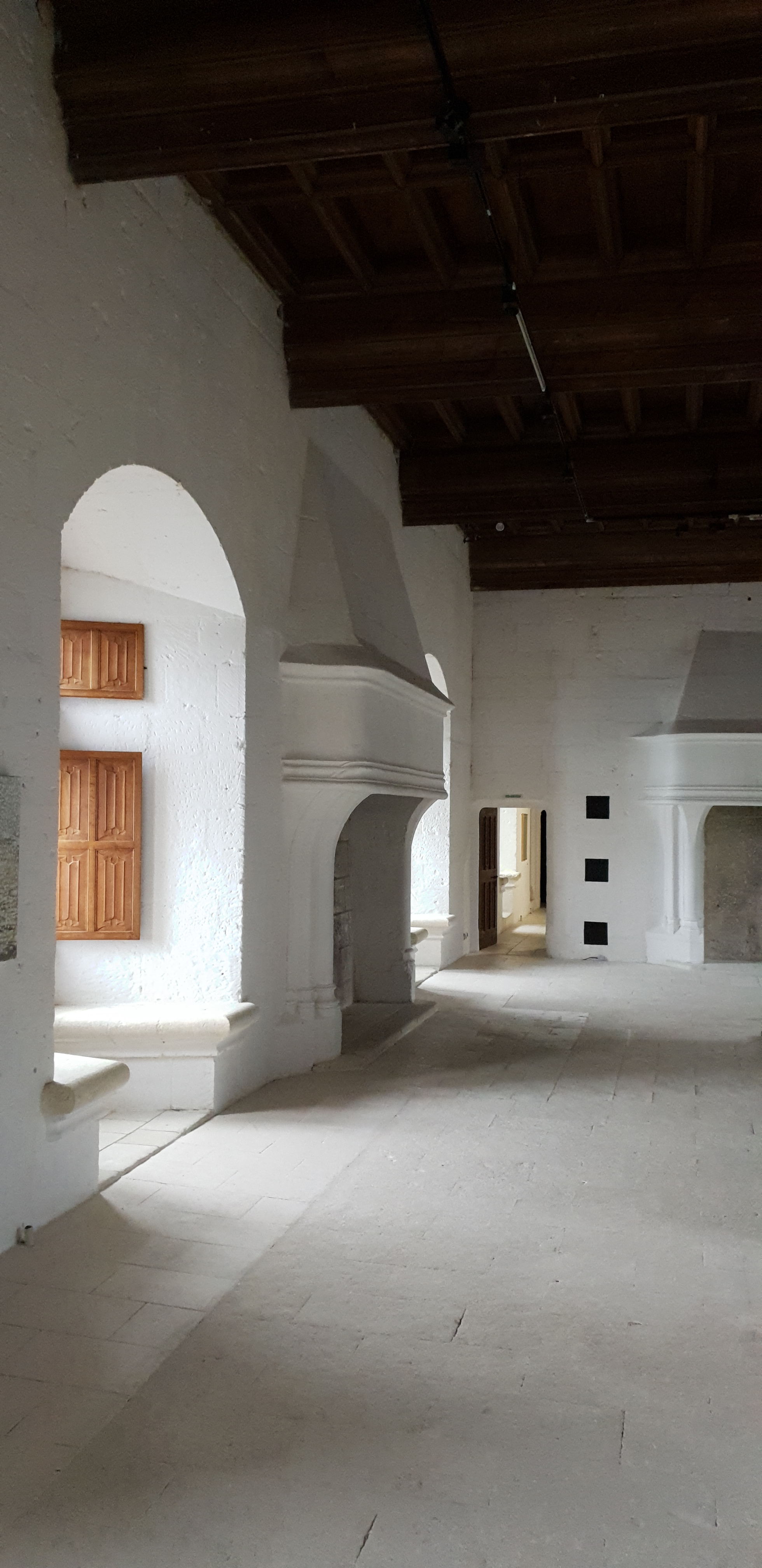
Cheminées monumentales (1450).

##### Cheminées
Au rez-de-chaussée, comme au premier étage, le corps de logis central est partagé en deux salles de taille inégale. La plus grande est chauffée par deux cheminées, l'une au nord, en façade sur la Loire, l'autre à l'est, alors que la plus petite n'en comporte qu'une. Les deux pavillons comprennent chacun une seule salle, elle aussi chauffée. Aux alentours de 1450 le château possédait environ vingt-cinq cheminées. Le manteau de cheminée d'une des salles voûtées du rez-de-chaussée présente une fresque du XVIe siècle. Dans un médaillon entouré de feuillages et de fruits noués avec des rubans, on aperçoit un guerrier étendu sur le dos. Un personnage en costume de berger est sur le point de le frapper. Il s'agit probablement d'une représentation de David et Goliath. Au-dessus figurent les armes de la famille de Chambes : le lion d'argent, orné et couronné ainsi que le collier de Saint-Michel avec la devise « Lenitate vel vi ». En 2016, lors des travaux d'aménagement réalisés dans le cadre de l'ouverture du musée d'art contemporain, une cheminée du XVe siècle a été retrouvée dans une des salles du rez-de-chaussée du château.

##### Tour d'escalier Renaissance

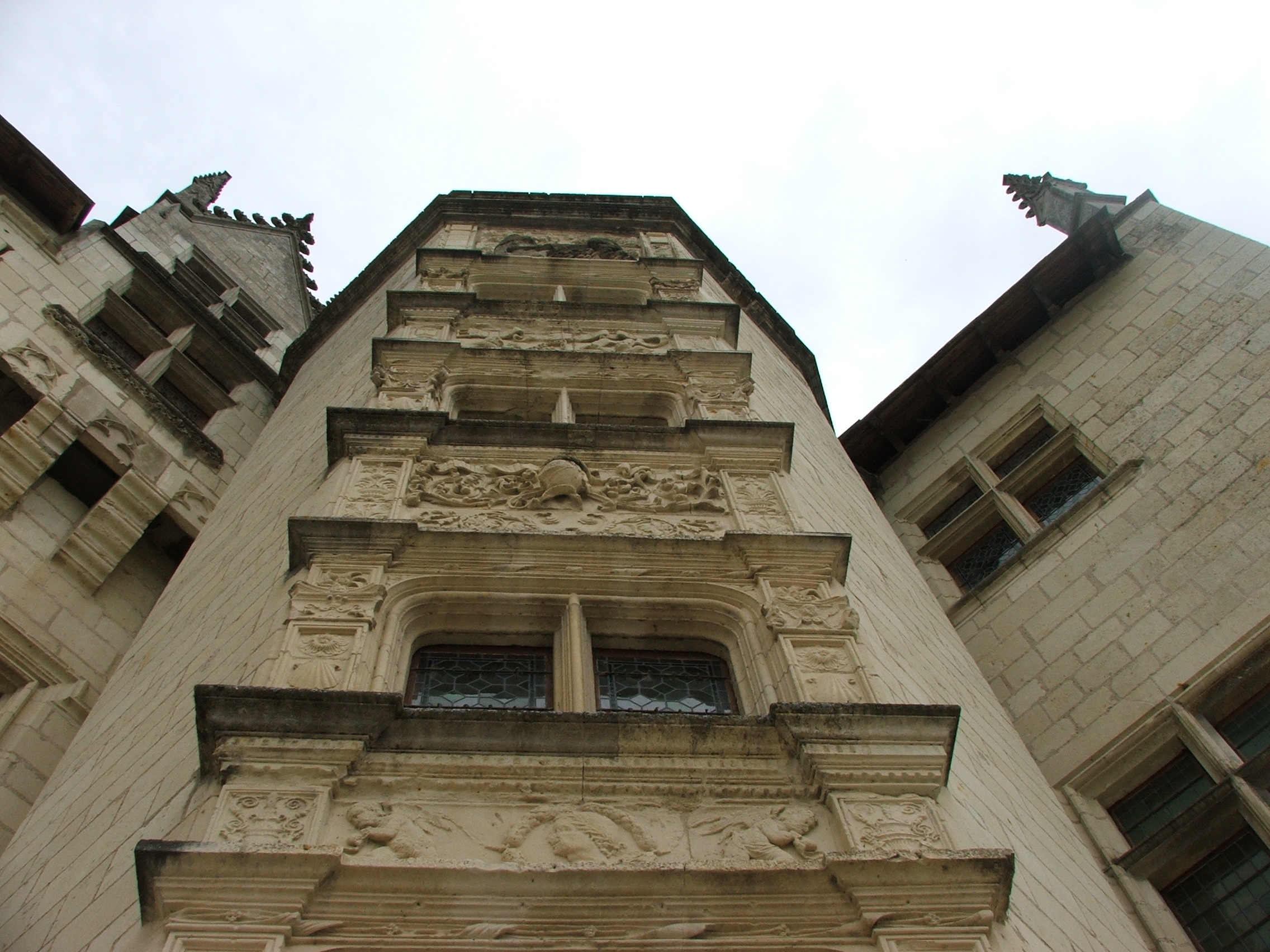
Tour d'escalier Renaissance vers 1515.

Autour de 1515-1530, une tourelle polygonale d’escalier à vis à palmier sommital est ajoutée dans l’angle est. Elle dessert les appartements seigneuriaux et traduit l’évolution de l’attention portée aux espaces privatifs.
Insérée dans l'angle droit de la façade sur cour, la tourelle de forme octogonale, formant une transition entre l'art gothique et la Première Renaissance, est caractéristique de la fin du style Louis XII. Son escalier à vis dessert les premier et deuxième étages du château. Il est couronné d'une balustrade constituée de deux rangs de couronnes en tuffeau, obturés par des plaques circulaires d'ardoise, et s'achève par une belle voûte en palmier, dont les huit nervures retombent sur une colonne centrale prolongeant le noyau de l'escalier. Elle fait partie des quatre seuls exemples de voûtes de ce type connus en Anjou, avec le château du Roi René à Baugé, le logis Barrault à Angers et l'hôtel de ville de Saumur. À l'extérieur, la porte, en anse de panier, est surmontée de quatre fenêtres superposées dont les piédroits, encadrés de pilastres décorés, accusent l'élan vertical. D'inspiration italienne, le décor comporte des médaillons et des motifs parfois complexes. Il est à supposer que les médaillons représentaient les seigneurs de Montsoreau : Jean III de Chambes et son épouse Marie de Châteaubriant. Le bandeau surmontant la fenêtre basse présente un visage en médaillon, encadré de putti. Au-dessus de la deuxième fenêtre un casque est entouré de rinceaux ; une banderole porte l'inscription « Chambes crie », allusion au constructeur du château. L'entablement de la troisième fenêtre présente une saynète particulièrement curieuse : sous une large bande déployée sur la partie supérieure, deux singes se font face de part et d'autre d'une représentation énigmatique : l'un des animaux soulève, à l'aide d'une chaîne, un poids sur lequel est installé un petit singe. Il s'agirait d'un engin de levage aussi appelé un "singe". Sur la bande on peut lire la devise des Chambes « Je le feray ». Enfin, la fenêtre haute porte au-dessus de sa corniche un cerf au repos, symbole cynégétique.
On a insisté sur la présence de coquilles sur la cordelière et les pilastres, en soulignant que les armoiries de la maison de Laval-Loué, dont était issue Anne de Laval, épouse de Philippe de Chambes, comportaient cinq coquilles d'argent. L'escalier aurait ainsi pu être construit à l'occasion de leur mariage, célébré en 1530, mais les similitudes observées avec le décor du pavillon d'entrée du château de Gaillon plaideraient plutôt en faveur d'une date un peu plus ancienne.
Quoi qu'il en soit, l'édification de la tourelle conduisit à percer de nouvelles portes et entraîna surtout une redistribution des pièces plus conforme aux nouvelles tendances de l'habitat seigneurial. Malgré l'absence de couloir de distribution, chaque pièce, à l'exception de la plus occidentale, pouvait ainsi être isolée et communiquer directement avec un escalier.

##### Voûte en palmier
L’escalier Renaissance se termine sur une magnifique voûte en palmier dont les huit nervures retombent sur une colonne centrale prolongeant le noyau de l’escalier,. Il en existe également une à Angers au Logis Barrault, au château de Baugé ainsi qu’à la toute proche collégiale de Candes-saint-Martin.

##### Tour d'escalier médiévale

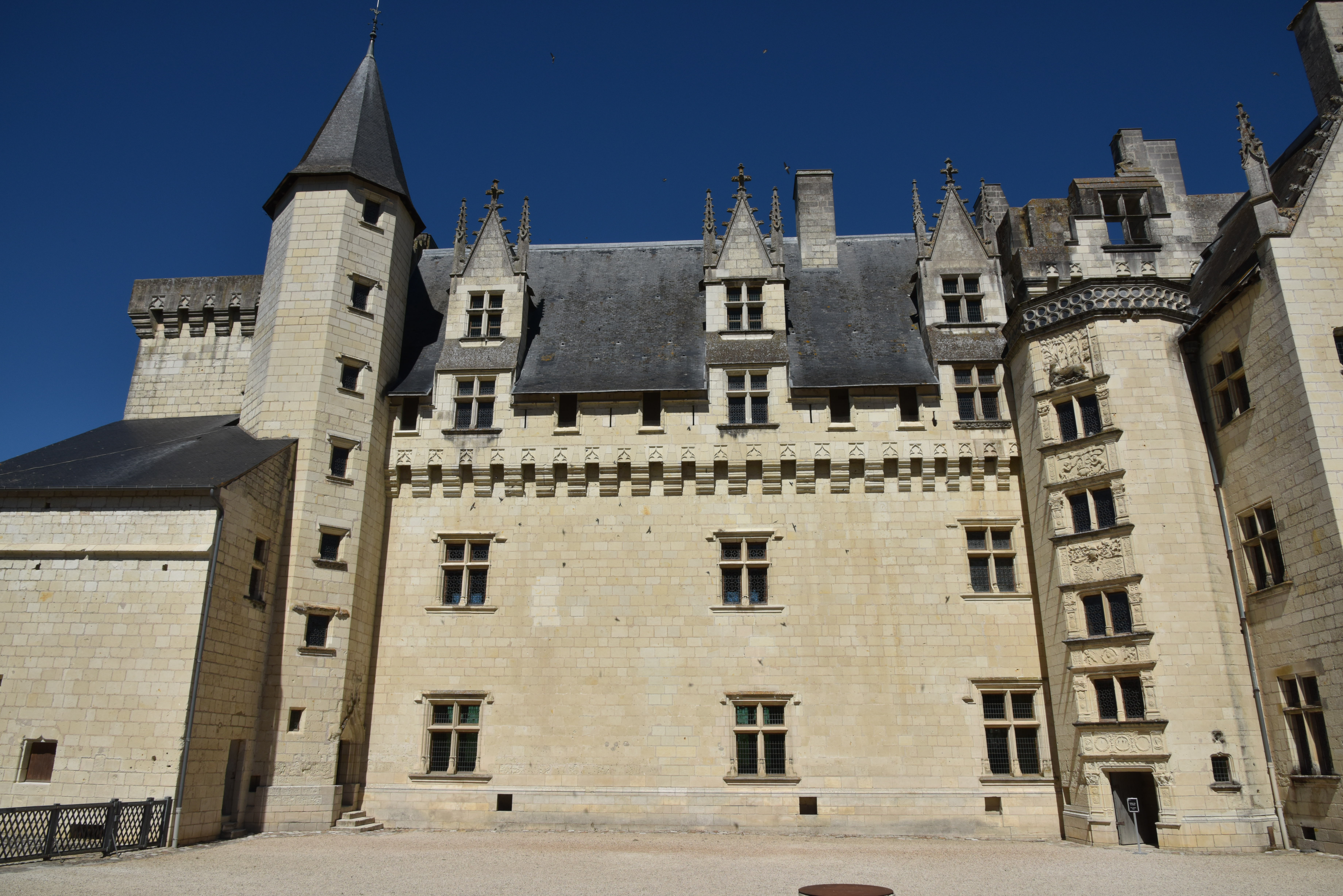
Tour d'escalier dite médiévale (circa 1450) et tour d'escalier renaissance (circa 1515).

L'escalier à vis médiéval est bien ajouré et dessert les différents étages du château, des caves aux combles. Il permet d'accéder à la grande salle et aux divers niveaux du pavillon ouest ; une partie du bâtiment ne se trouve accessible qu'en traversant les pièces une à une.

##### Caves
Le corps de logis repose sur d'imposantes caves de 310 m2, sous terre vers la cour et percées de petites baies côté Loire. La présence du rocher de Montsoreau a contraint les architectes à rehausser le niveau du sol des caves situées sous les extensions est et sud-ouest. Quatre salles voûtées en plein cintre, de dimensions variées, s'y succèdent. L'ouverture d'origine, protégée par un système défensif, s'ouvre à l'ouest, vers le fleuve ; située à quelques mètres du niveau de la Loire, elle permettait aux bateliers de décharger leur cargaison. L'accès actuel ne date que du siècle dernier, lorsqu'un occupant, négociant en vin, voulut entreposer plus aisément ses barriques.

##### Façade nord
Au nord, côté Loire s’élève le corps de logis situé entre deux pavillons flanqués à l’est comme à l’ouest de deux petites ailes placées en équerre. La façade est ornée de large fenêtres à meneaux et de traverses.

##### Pavillons d'angle

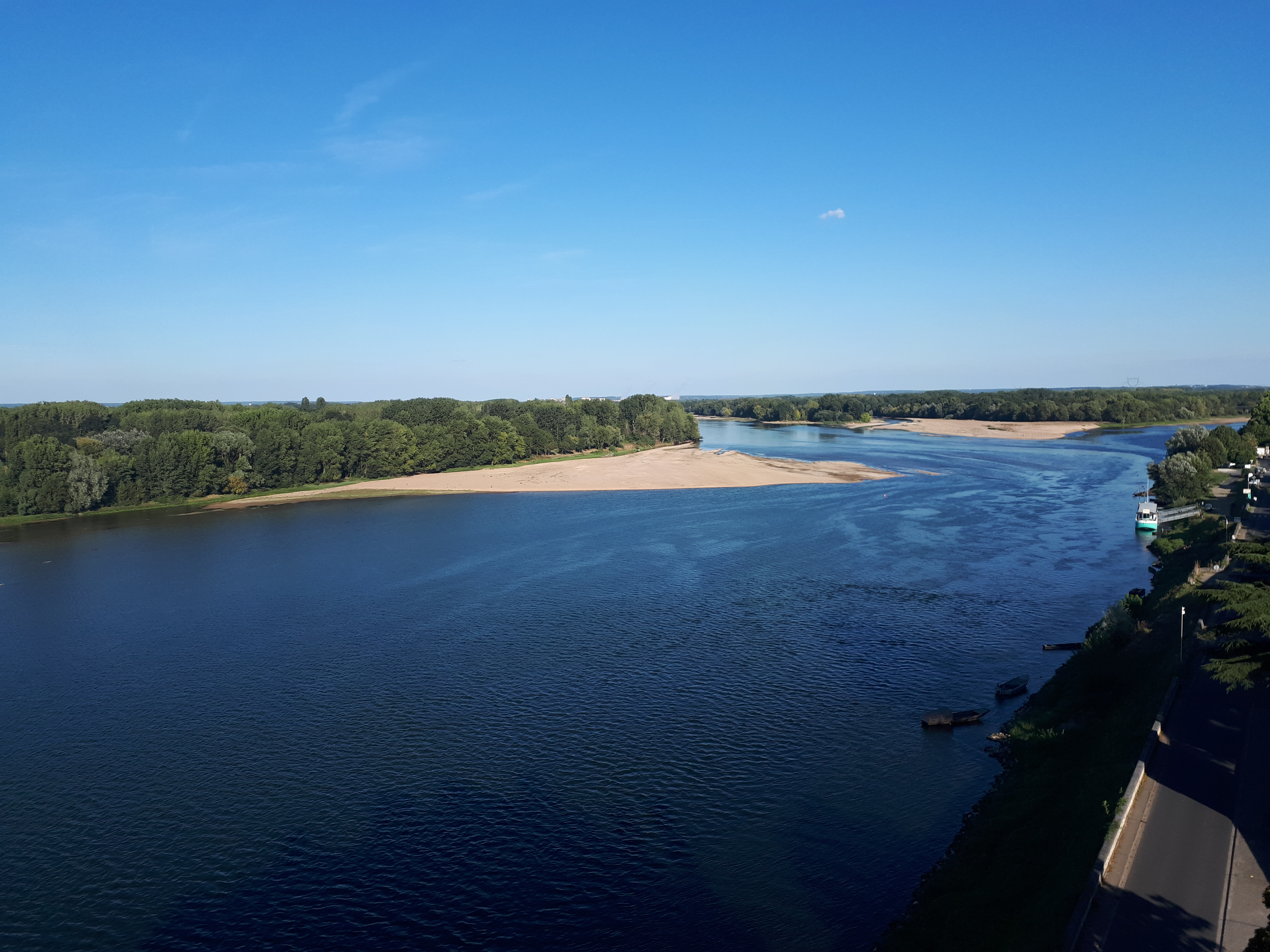
Vue sur la confluence depuis le pavillon d'angle.

Le pavillon oriental possède encore une partie des troisième et quatrième étages, ainsi qu'une disposition originale du chemin de ronde ; de là, il était possible de surveiller les principales voies de passage aux portes de l'Anjou. Les deux terrasses aujourd'hui aménagées en partie supérieure des pavillons permettent d'embrasser un paysage étendu et de mieux comprendre le rôle de surveillance du château : à l'est, la confluence entre la Loire et la Vienne ; au nord la large vallée du fleuve ; au sud, la petite cité fortifiée.

##### Combles

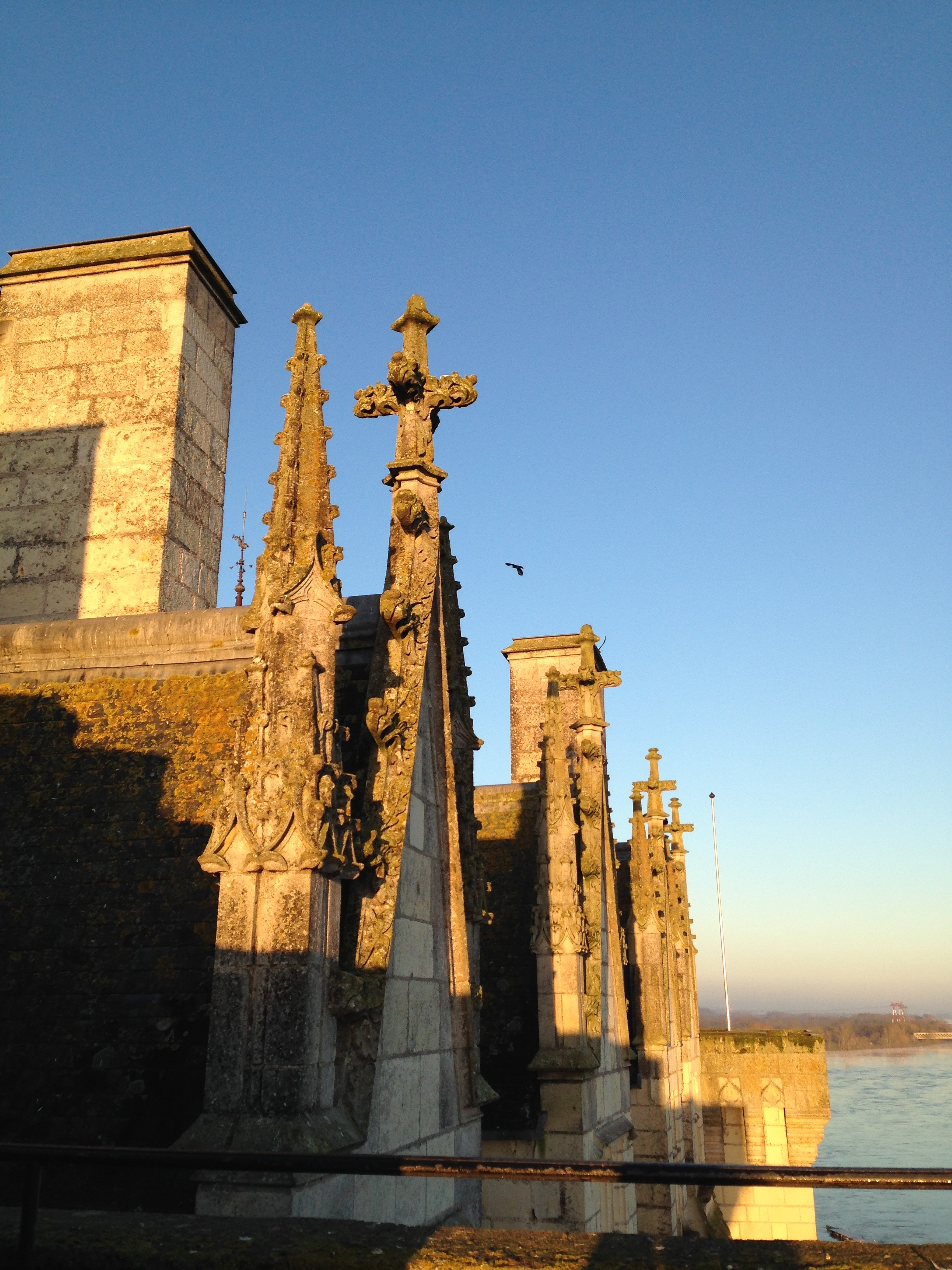
Épis de faîtage des lucarnes.

Environ 630 arbres ont été coupés pour réaliser la charpente et 329 pour les planchers. À l'étage des combles, aujourd’hui la grande salle a conservé une partie de la charpente d'origine ; elle est en chêne dite à chevrons portant ferme car la charpente en bois est dépourvue de grandes pièces et est composée de chevrons assez rapprochés, les voliges permettant de tenir les fermes entre elles. La petite pièce qui donne sur l'actuelle terrasse, quant à elle, a été dotée d'une structure en béton.

##### Lucarnes
L’organisation des lucarnes gothiques à deux niveaux, présentes sur les façades nord et sud mérite une mention particulière. Elles sont au nombre de douze. Les lucarnes supérieures éclairent les combles tandis que les lucarnes inférieures viennent s’insérer à l’emplacement du chemin de ronde afin d’éclairer les salles du logis. Les tympans des lucarnes sont décorés de crochets gothiques et les volets intérieurs en bois, présents dans toutes les salles du château, sont décorés de motifs sculptés en plis de serviette, caractéristiques du style gothique.

##### Chemin de ronde
Le chemin de ronde, entrecoupé de lucarnes, se trouve ainsi divisé en tronçons. Chaque tronçon, d'une longueur de 2,1  à   7 m, n'est accessible que par une seule pièce. Seules communiquent par le chemin de ronde, au nord, les deux pièces du corps de logis. C'est peut-être pour cela que, dans la salle des gardes, la cheminée nord est reportée à l'ouest. Dans les tours encadrant le logis il semble que le chemin de ronde se prolongeait derrière les fenêtres ouvertes dans le parapet comme au château d’Azay le Rideau,.

##### Mâchicoulis
Le château possède 420 éléments de consoles de mâchicoulis. Le chemin de ronde comporte des mâchicoulis visibles de la façade Sud du château. Néanmoins il est à noter que l’accès aux mâchicoulis, créneaux et organes de tir se fait en un cheminement sans cesse entravé par les baies des hautes lucarnes.

##### Cuisines
On situe les cuisines du château au niveau de la tour orientale. Elles sont séparées du corps de logis, comme dans la tradition médiévale. Elles témoignent d’une grande importance accordée à l’office de bouche à la Renaissance. Les cuisines sont dotées de deux cheminées murales. On note également la présence d’espaces annexes : sauciers, potager.
Un an après l’ouverture du Château de Montsoreau-Musée d’art contemporain, un restaurant nommé « Jean 2 » en référence à Jean II de Chambes, a ouvert ses portes en 2016 dans l’ancien bâtiment des cuisines du château.

##### Coussièges
Dès sa construction, l’intérieur de l’édifice présente des éléments qui traduisent un désir de confort telles les grandes fenêtres assurant une luminosité importante à l'intérieur des pièces ainsi que les bancs en pierre emménagés dans leur embrasure et intégrés dans la maçonnerie. Les larges baies sont flanquées des coussièges doubles se faisant face. Selon les pièces du château, il s'agissait de « bancs de veille » destinés à la surveillance ou d'endroits privilégiés permettant de profiter de la lumière naturelle extérieure pour la lecture et l'écriture.

## Dans les arts

### Littérature

#### François Rabelais

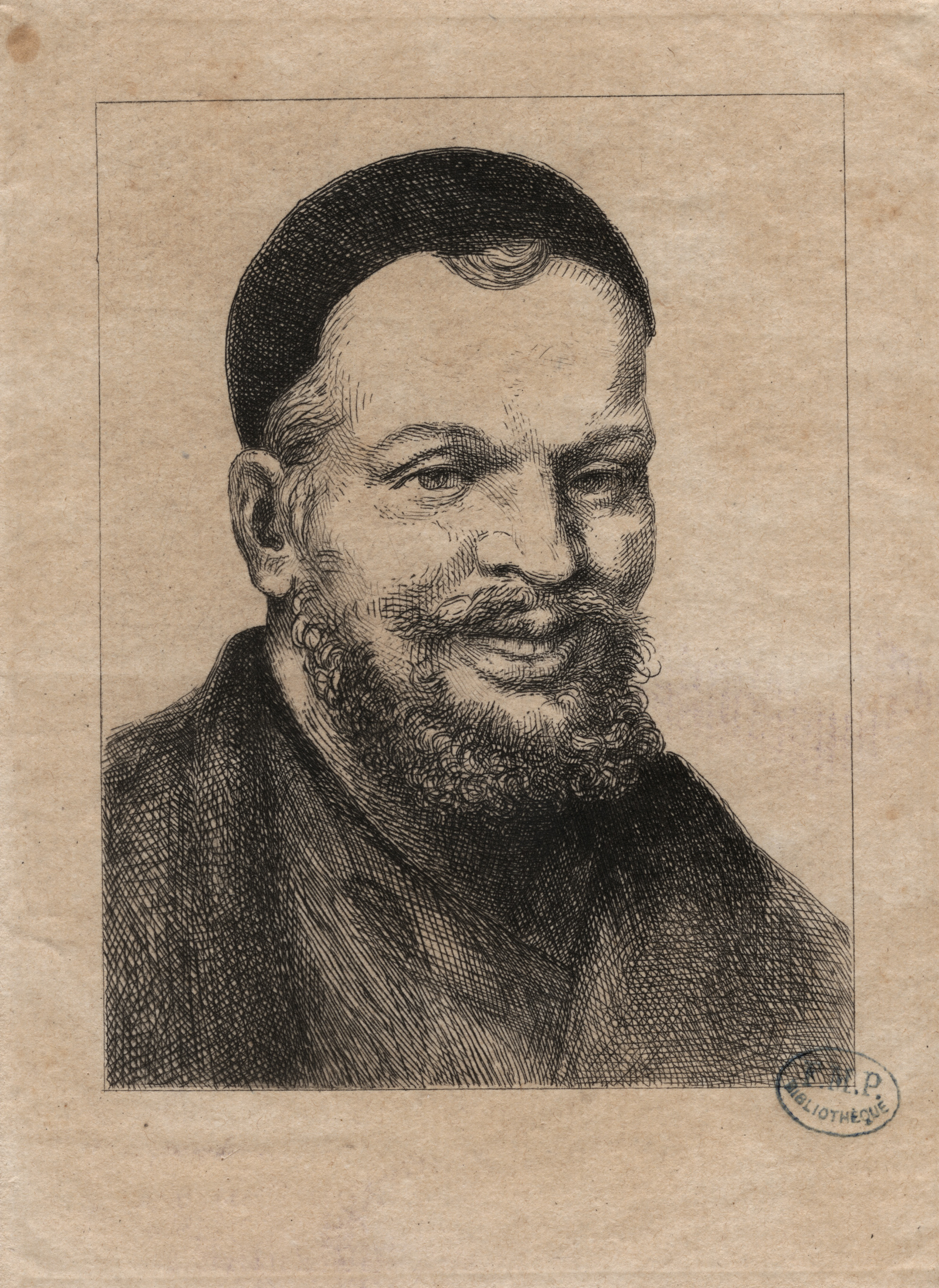
François Rabelais, gravure à la pointe sèche, sans date.

Le nom de Montsoreau revient à plusieurs reprises dans le chef-d'œuvre de François Rabelais, Gargantua. C'est à la chambre des comptes de Montsoreau que sont les registres renseignant sur les mensurations de Gargantua (chap. viii), et c'est aussi à Montsoreau que celui-ci apprend à nager en traversant la Loire (chap. xxi). Après sa victoire sur Picrochole, le roi qui attaque le royaume de Grandgousier, Gargantua donne en récompense Montsoreau à Ithybole (chap. xlix).

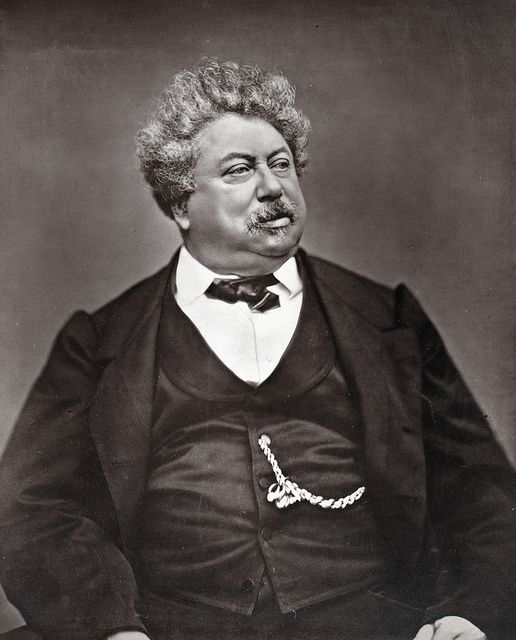
Alexandre Dumas photographié par Étienne Carjat vers 1864.

#### Alexandre Dumas
Bien que le château ne soit pas mentionné dans le roman d'Alexandre Dumas, La Dame de Monsoreau, écrit entre 1845 et 1846, l'œuvre a grandement contribué à sa célébrité en mettant au premier plan la seigneurie de Montsoreau. De manière plus large, ce roman forme une trilogie traitant des guerres de Religion en France avec les deux autres romans que sont La Reine Margot et Les Quarante-cinq. Alexandre Dumas, comme à son habitude, développe l'histoire de France de manière libre de façon romanesque. Montsoreau, sous l'orthographe Monsoreau, n’apparaît pas dans La Reine Margot, mais est présent dans les deux autres parties de la saga. Cette trilogie des Valois permet à Dumas de faire se croiser la grande Histoire et la petite en introduisant, à partir de la dame de Monsoreau, trois personnages importants de la cour de France, Louis de Bussy d'Amboise, Françoise de Maridor (Diane de Méridor, la dame de Monsoreau) et Charles de Chambes (le comte de Monsoreau), et de rappeler ainsi l'importance de la seigneurie de Montsoreau au milieu du XVIe siècle et le rôle central que Jean IV de Chambes joua dans l’exécution de la Saint-Barthélémy angevine,. En effet, ce personnage historique est dépeint de manière terrifiante par Dumas. L'histoire d'amour entre son épouse Diane de Méridor et Bussy est l'occasion pour Dumas d'exhumer ce personnage historique, auteur du massacre des protestants angevins à Angers et à Saumur. Son zèle permet d'ailleurs que la seigneurie de Montsoreau, jusqu'alors une baronnie, soit élevée par le roi de France au rang de comté. Il exécute ainsi de manière expéditive l'amant de sa femme. Le roman se déroule essentiellement à Paris et en Anjou.
La Dame de Monsoreau est un roman historique paru sous forme de feuilleton dans le journal Le Constitutionnel et mêlant deux intrigues :
- une histoire d’amour entre Louis de Clermont, seigneur de Bussy d'Amboise, et Diane de Méridor, épouse du comte de Monsoreau (Charles de Chambes, comte de Montsoreau épouse Françoise de Maridor en 1576). Louis de Clermont, dit Bussy d'Amboise, s'éprend de celle-ci. Bussy se confie à François, duc d'Anjou, qui rapporte la confidence à son frère, le roi Henri III. Henri III fait alors une mauvaise plaisanterie sur Charles de Chambes, qui parvient jusqu'aux oreilles de celui-ci. Pour se venger, Charles de Chambes décide de tendre un piège à Bussy d'Amboise. Il oblige sa femme à lui donner rendez-vous et l'assassine ;
- une intrigue qui met en scène les troubles politiques et religieux sous le règne d'Henri III, notamment la rivalité qui l'oppose à son frère François de France, duc d'Alençon puis duc d'Anjou, personnage intrigant et sans honneur.

#### Gustave Flaubert

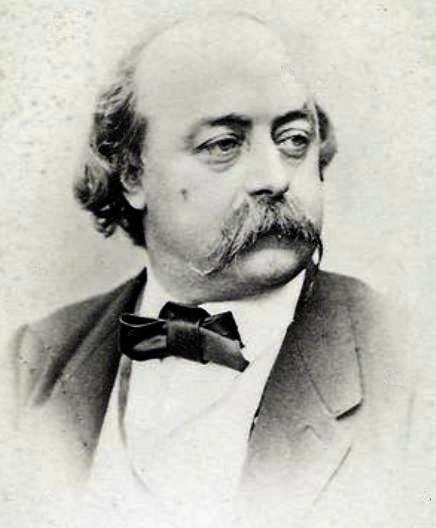
Gustave Flaubert photographié par Nadar.

Dans leur récit de voyage Par les champs et par les grèves, Gustave Flaubert et Maxime Du Camp relatent leur voyage à Montsoreau le 8 mai 1847 : « L'Anjou sent l'Italie. Est-ce souvenir ? reste d'influence ? ou l'effet de la douce Loire, le plus sensuel des fleuves ? […] À Montsoreau, nous tournons à gauche et prenons la levée qui s'allonge jusqu'à Saumur entre la Loire et les coteaux. […] Nous allons donc ainsi, cheminant joyeux et sans soucis, bavards et silencieux, chantant et fumant ; c'était pour nous un de ces jours qui font aimer la vie, un de ces jours où le brouillard s'écarte un peu pour laisser voir un coin d'horizon lumineux. »

### Cinéma et audiovisuel
Dès le tout début du XXe siècle, alors que le cinéma commence à s'industrialiser, les premiers films de long métrage voient le jour. Le succès international du livre d'Alexandre Dumas suscite trois films intitulés La Dame de Monsoreau, de Mario Caserini, d'Émile Chautard et de René Le Somptier. Le roman est également adapté en feuilleton dans les années 1970 et en 2006, ce qui le fera revenir à sa forme originale de publication.
- 1909 : La Dame de Monsoreau (La signora di Monsoreau), film de Mario Caserini
- 1913 : La Dame de Monsoreau, film muet français d'Émile Chautard[111]
- 1923 : La Dame de Monsoreau, film muet français de René Le Somptier
- 1971 : La Dame de Monsoreau, feuilleton télévisé de Yannick Andréi, avec Nicolas Silberg (Bussy d'Amboise), Karin Petersen (Diane de Méridor, comtesse de Monsoreau), François Maistre (comte Brian de Monsoreau), Michel Creton (Chicot), Gérard Berner (le duc d'Anjou) et Denis Manuel (Henri III).
- 2009 : La Dame de Monsoreau, feuilleton télévisé réalisé en 2006 par Michel Hassan, avec Esther Nubiola (Diane de Monsoreau), Thomas Jouannet (Bussy d'Amboise), Anne Caillon (la duchesse de Guise). Diffusé sur France 2, le 26 août 2009.

### Arts plastiques

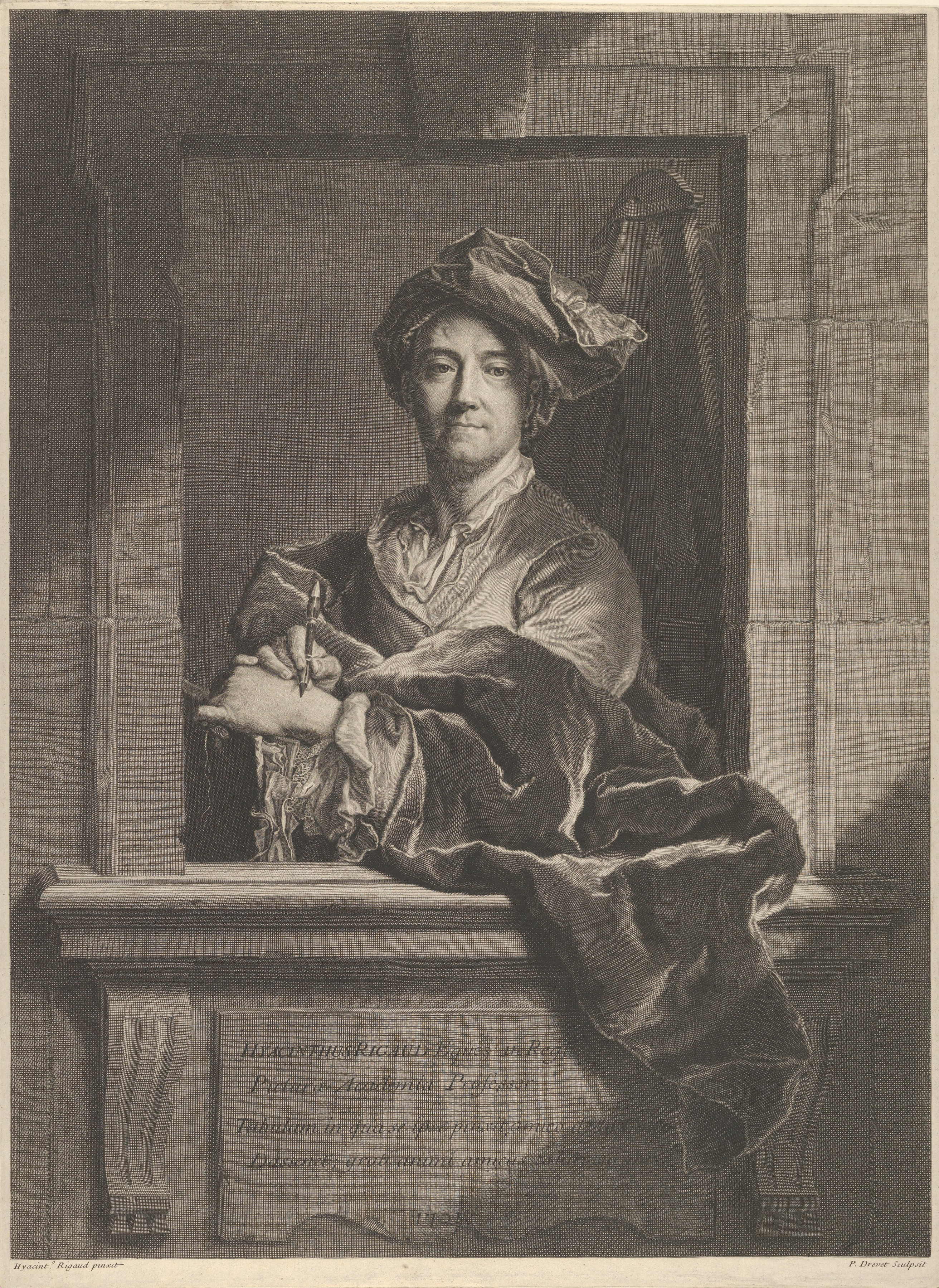
Hyacinthe Rigaud, gravure, 1721.

#### XVIIIesiècle
Lors du passage du château à la famille de Sourches, la famille de Montsoreau sera plusieurs fois immortalisée par des artistes illustres du XVIIIe siècle. On dénombre dans le catalogue raisonné du peintre Hyacinthe Rigaud quatre portraits de membres de la famille de Montsoreau, deux de Louis Ier du Bouchet de Sourches, un de sa sœur Marie-Louise, et un dernier de Jeanne-Agnès-Thérèse Pocholle du Hamel. On recense par ailleurs un tableau de Nicolas de Largillierre, La comtesse de Montsoreau (1714), conservé au Dallas Museum of Art, un tableau de François-Hubert Drouais, Le marquis de Sourches et sa famille (1756), conservé au château de Versailles, et un tableau de Louis Carrogis, dit Carmontelle, Monsieur le marquis et madame la marquise de Montsoreau (1780), conservé au domaine de Chantilly, Musée Condé.

#### XIXesiècle
Au XIXe siècle, la structure massive du château de Montsoreau s'élevant directement en bord de Loire, l'état du bâtiment qui amorçait son déclin, ainsi que le cadre dramatique de la confluence des deux cours d’eau majeurs que sont la Vienne et la Loire, inspirent les artistes romantiques et pré-impressionnistes effectuant leur « voyage de la Loire ».

##### Joseph Mallord William Turner

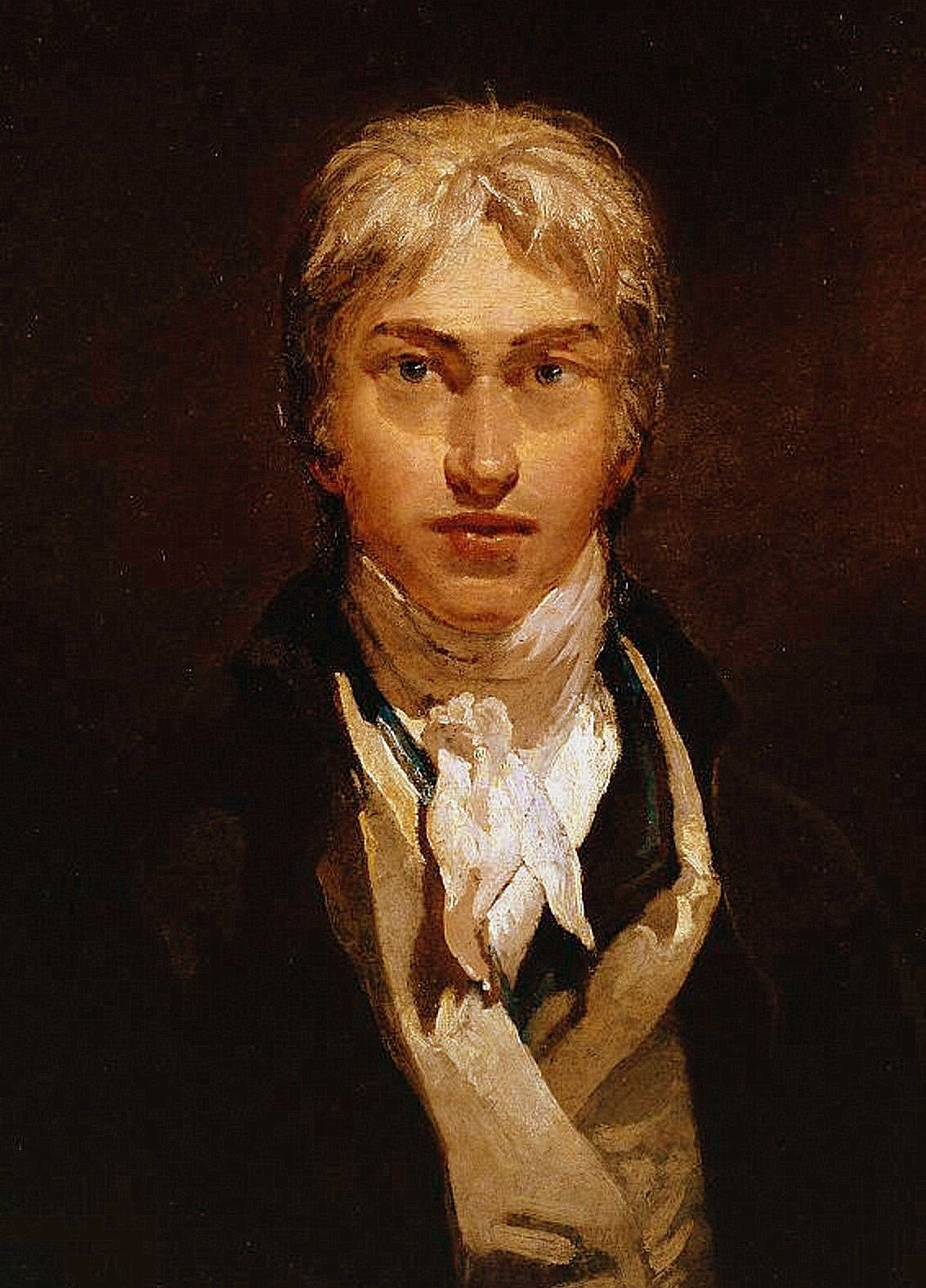
Joseph Mallord William Turner, autoportrait, vers 1799.

En octobre 1826, William Turner effectue un court séjour sur les bords de Loire et réalise vingt et une vues du fleuve. Il immortalisera le château de Montsoreau en prenant pour cadre l'immensité du paysage de la confluence de la Vienne et de la Loire,. Cette aquarelle conservée à l'Ashmolean Museum à Oxford a été gravée en 1832 ; un exemplaire est conservé au château de Montsoreau.

##### Auguste Rodin

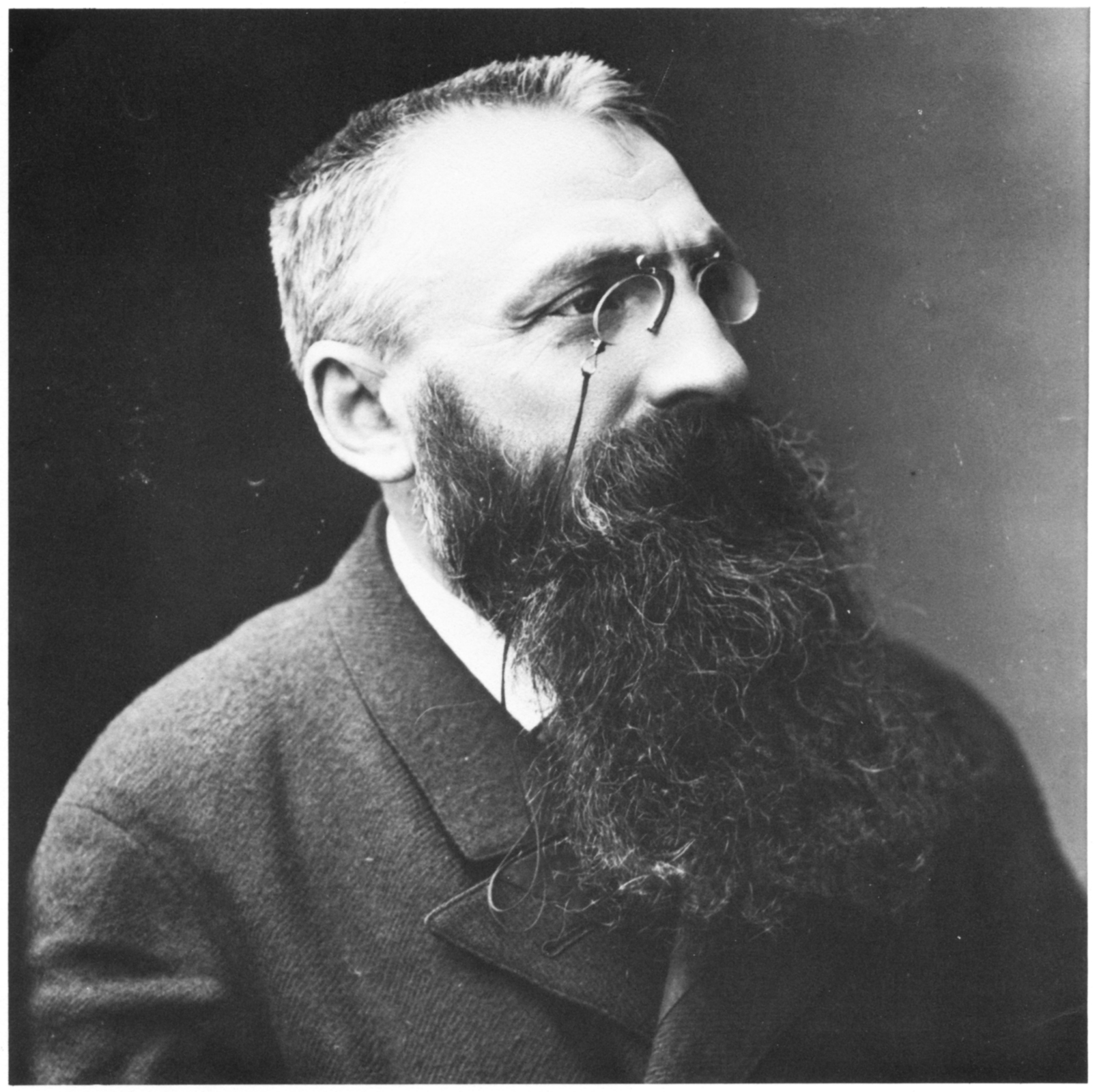
Auguste Rodin photographié par Nadar, 1893.

Auguste Rodin, grand amateur d'architecture classique, n'hésite pas à faire réinstaller le pavillon de l'Exposition universelle de 1900 (auquel il adjoint un portique récupéré du château d'Issy) sur les hauteurs de Meudon en 1895. Deux ans plus tard, vers 1897, fasciné par l'architecture du château de Montsoreau, il en dessine une vue idéalisée de la façade nord alors que celui-ci est pratiquement déjà en ruine,.

##### Paul-Désiré Trouillebert
Paul-Désiré Trouillebert, peintre de l'école de Barbizon, travaille à Paris et à Candes-Saint-Martin, en Indre-et-Loire, où il a un atelier et aussi un atelier-bateau. Celui-ci lui permet de naviguer sur la Vienne et la Loire et de peindre le paysage depuis le fleuve. Il fera un important nombre de vues de ces paysages de bords de Loire, sur lesquelles le château de Montsoreau apparaît régulièrement.

### Théâtre et opéra
La Dame de Monsoreau est adaptée en cinq actes et dix tableaux, par Alexandre Dumas père et Auguste Maquet, pour être jouée au théâtre de l'Ambigu. La première aura lieu le 19 novembre 1860 avec Jules-Henri Brésil dans le rôle du comte de Montsoreau et Étienne Mélingue dans le rôle de Chicot. Cette pièce sera reprise par le théâtre de la Porte-Saint-Martin à Paris.
Il est notable qu'un opéra ait été créé à partir de La Dame de Monsoreau. Le livret fut écrit par Auguste Maquet, fidèle collaborateur de Dumas, et la musique par Gaston Salvayre. Cet opéra fut commandé à Gaston Salvayre par l'opéra de Paris et sa première représentation publique donnée à l'opéra Garnier le 30 janvier 1888. L’œuvre n'a pas le succès escompté et n’est représentée que huit fois.

### Culture populaire
En 2019, le magazine britannique All About History publie son classement des 101 plus beaux châteaux du monde (anglais : 101 World's Greatest castles) et classe le château de Montsoreau au numéro 53,.
De même que pour d'autres châteaux de la Loire, comme Chambord, Amboise et Chenonceau, un prix hippique (prix de Montsoreau) lui est dédié lors des courses à l'hippodrome de Vincennes.